# Kaprysy

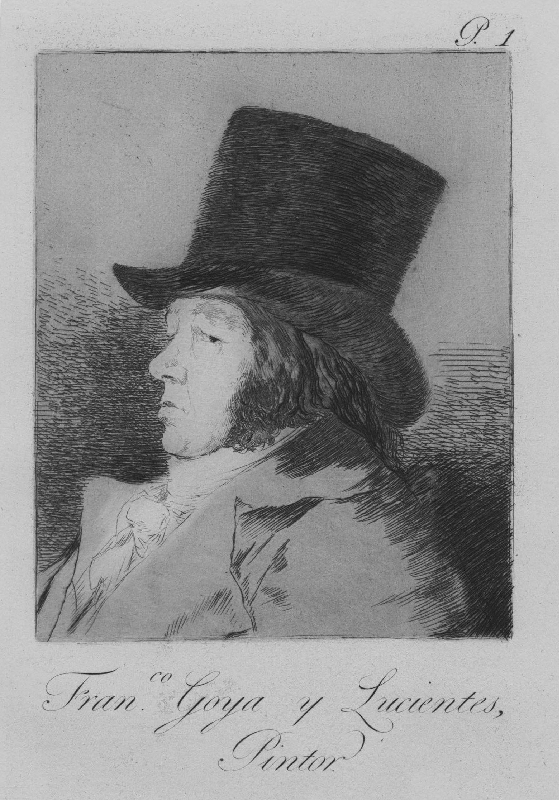
Kaprys nr 1. Francisco Goya y Lucientes, malarz. Jako wstęp do swoich kaprysów Goya wybrał swoją podobiznę. Przedstawił samego siebie w sposób satyryczny, jako ważną osobistość.

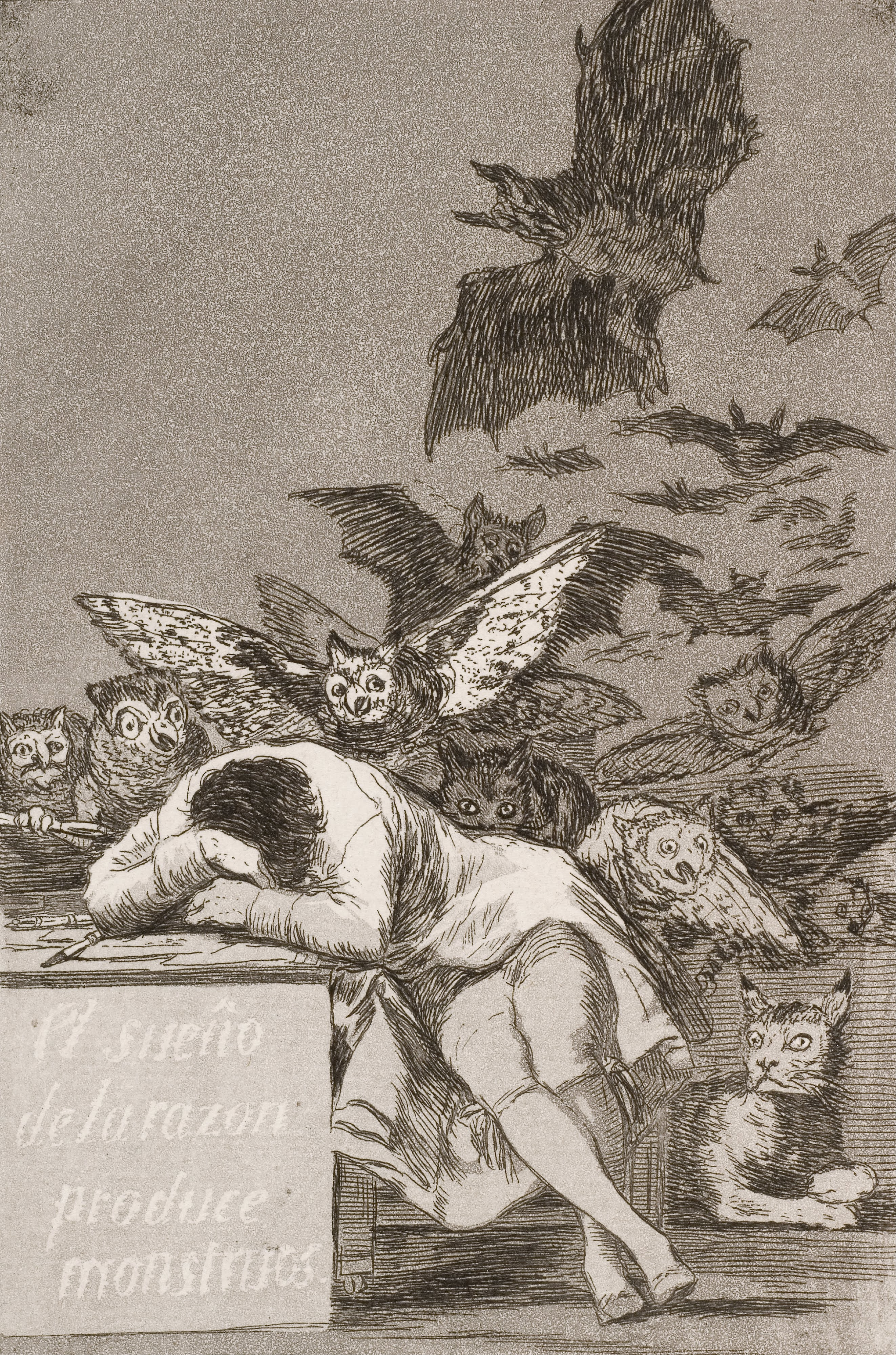
Kaprys nr 43. Gdy rozum śpi, budzą się demony, początkowo ta grafika miała otwierać serię.

Kaprysy – cykl 80 grafik wykonanych w technice miedziorytu przez hiszpańskiego artystę Francisca Goyę w latach 1797-1798. Grafiki są satyrą na społeczeństwo hiszpańskie z końca XVIII wieku, odnoszą się zwłaszcza do szlachty i kleru.
Grafiki zostały wykonane techniką mieszaną, Goya stosował akwafortę z akwatintą, a poprawki nanosił suchą igłą. Była to nowa technika, z którą Goya eksperymentował. Jednocześnie wykonanie wielu odbitek pozwalało artyście dotrzeć do szerszej publiczności.
W pierwszej połowie serii Goya zaprezentował najbardziej realistyczne i satyryczne grafiki krytykujące zachowanie jego rodaków. W drugiej części porzucił racjonalizm i stworzył grafiki fantastyczne, w których ukazał deliryczne wizje dziwnych istot. Rażąco zniekształcone twarze i ciała tych, którzy reprezentują ludzkie występki i głupotę często nadają postaciom wygląd bestii.
Goya, w myśl idei oświeceniowych, podzielił się swoimi przemyśleniami na temat wad społeczeństwa, które bezlitośnie krytykował używając celnego humoru. Jego grafiki wyrażały sprzeciw wobec fanatyzmu religijnego, przesądów podsycanych przez Kościół takich jak wiara w demony i czarownice, działań Inkwizycji (przesłuchań, tortur i egzekucji) i niektórych zakonów. Jednocześnie opowiadały się za sprawiedliwym prawem i nowym systemem edukacji. Goya był świadomy ryzyka, które podejmował krytykując zwłaszcza arystokrację i duchowieństwo. Niektóre grafiki opatrzył nieprecyzyjnym opisem odwracającym uwagę od ich prawdziwego przesłania. Również nielogiczny układ kolejnych grafik miał na celu złagodzenie lub ukrycie przekazu. Współcześni Goi Hiszpanie doskonale zrozumieli satyrę na swoje społeczeństwo, nawet tę najbardziej dwuznaczną i zawoalowaną. Odnaleźli w grafikach znane postaci z epoki, jednak autor zawsze zaprzeczał wszelkim podobieństwom do konkretnych osób.
Goya wydał Kaprysy w 1799 roku, jednak już po dwóch tygodniach wycofał je ze sprzedaży. Był to burzliwy okres w historii Hiszpanii. Manuel Godoy i sympatycy idei oświeceniowych (ilustrados) utracili władzę, a Goya obawiał się interwencji Inkwizycji. W 1803 roku podarował niesprzedane egzemplarze (240 odbitek) i matryce królowi Karolowi IV z obawy przed zarekwirowaniem ich przez Inkwizycję. W zamian otrzymał dożywotnią pensję w wysokości 12 000 reali rocznie dla swojego syna Javiera. Przy użyciu matryc wykonano 20 serii odbitek, pierwsza edycja powstała pomiędzy 1821 a 1836 rokiem, a ostatnia w 1937 roku.
Kaprysy wpłynęły na wiele pokoleń artystów z różnych nurtów takich jak francuski romantyzm, impresjonizm, ekspresjonizm, czy surrealizm.

## Galeria

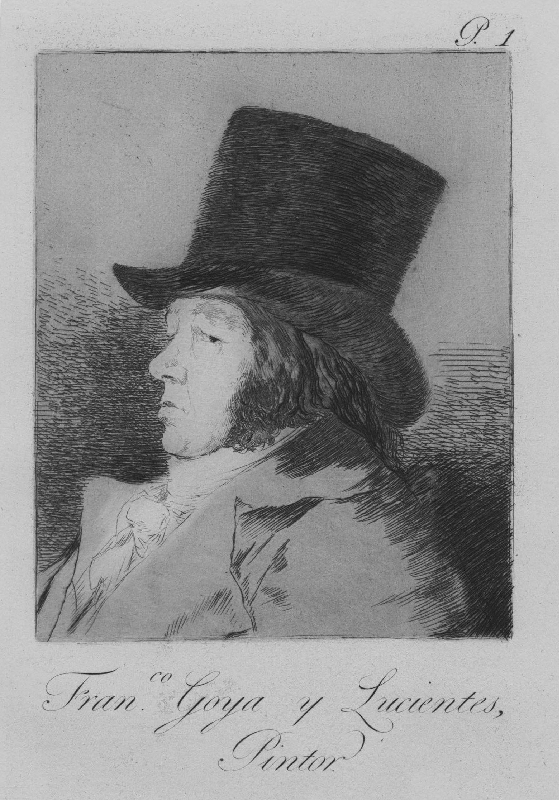
Nr 1: Francisco Goya y Lucientes, malarz
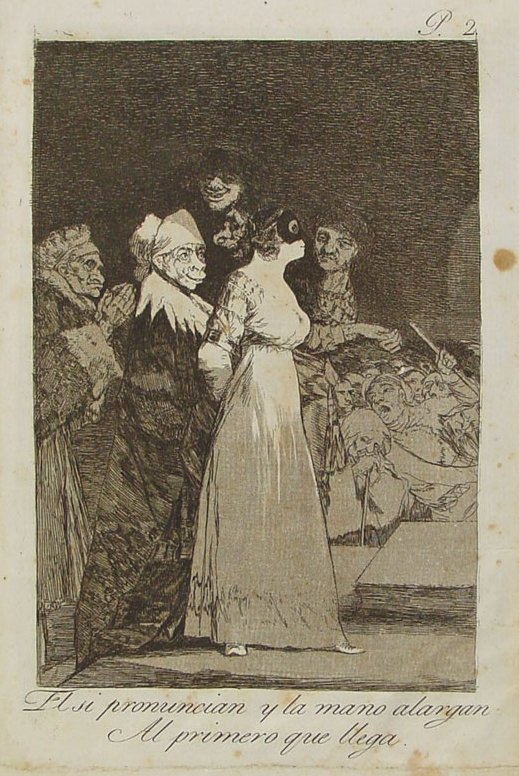
Nr 2: Mówią tak i oddają rękę pierwszemu lepszemu
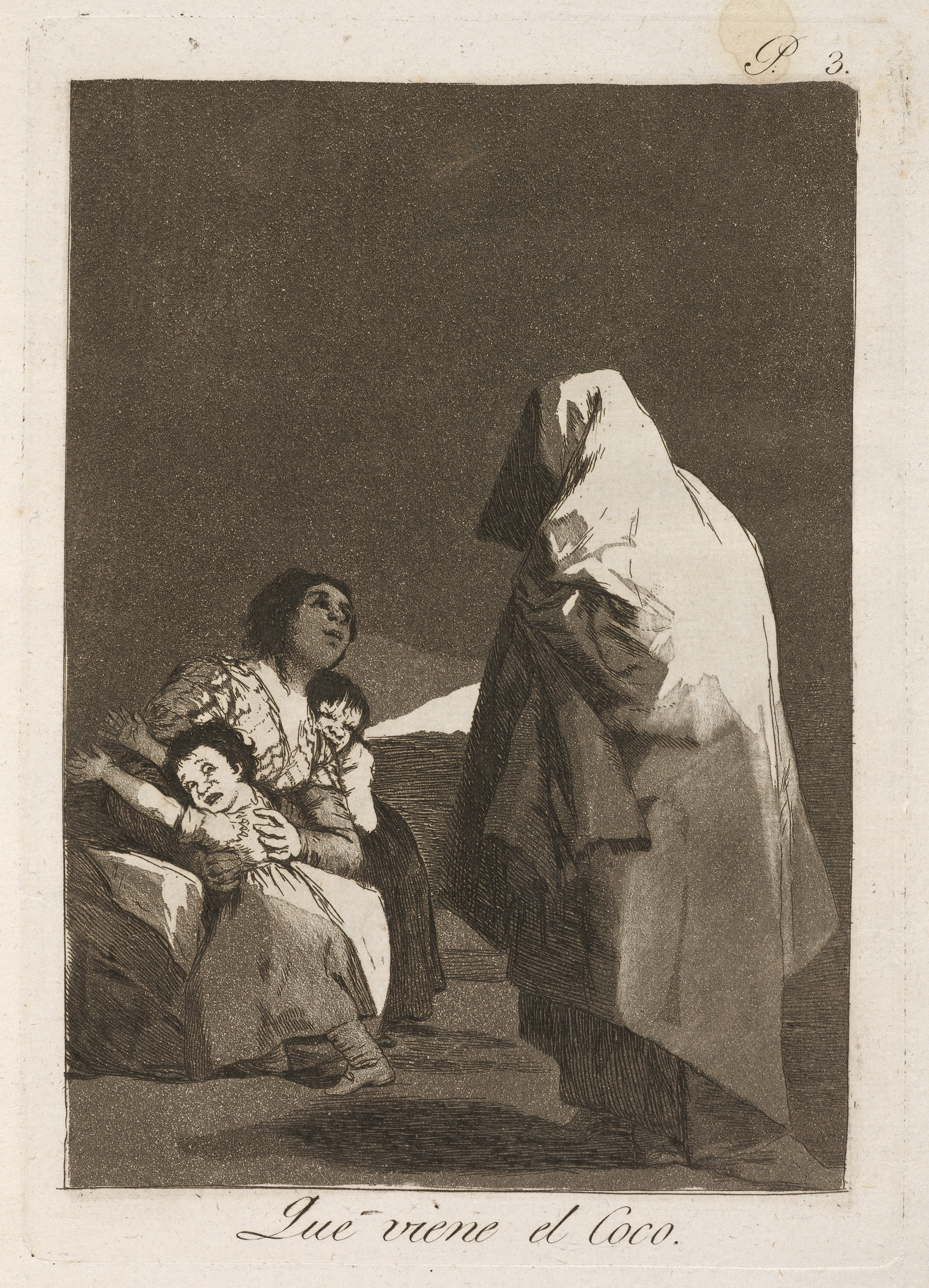
Nr 3: Oto idzie Baba Jaga
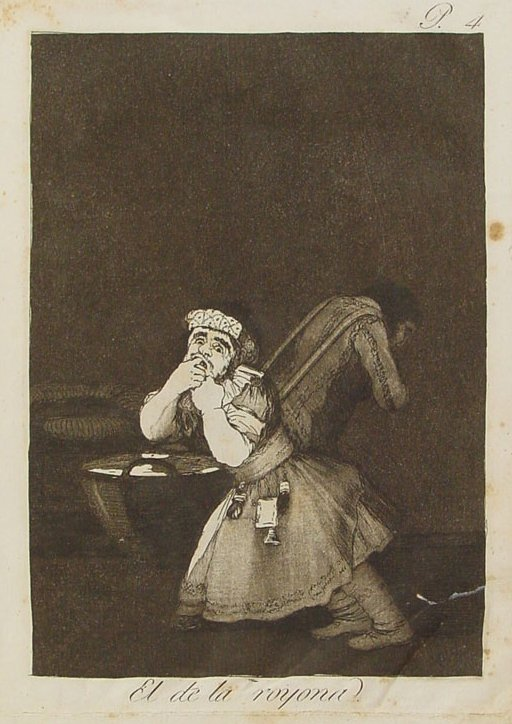
Nr 4: Stary dzieciak
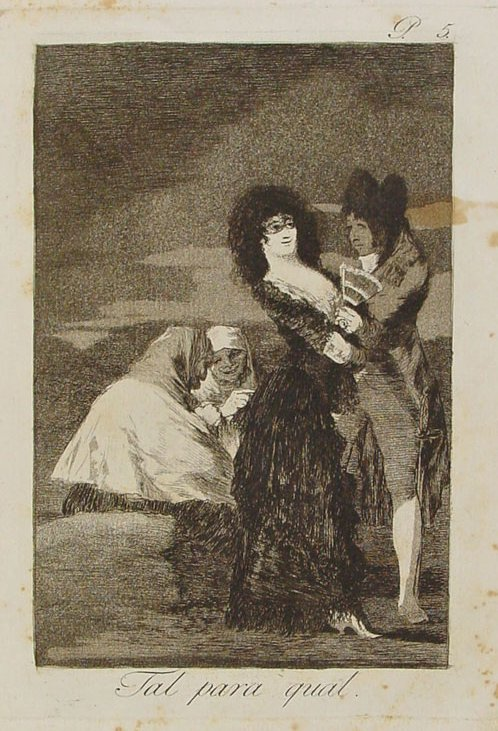
Nr 5: Jedno warte drugiego
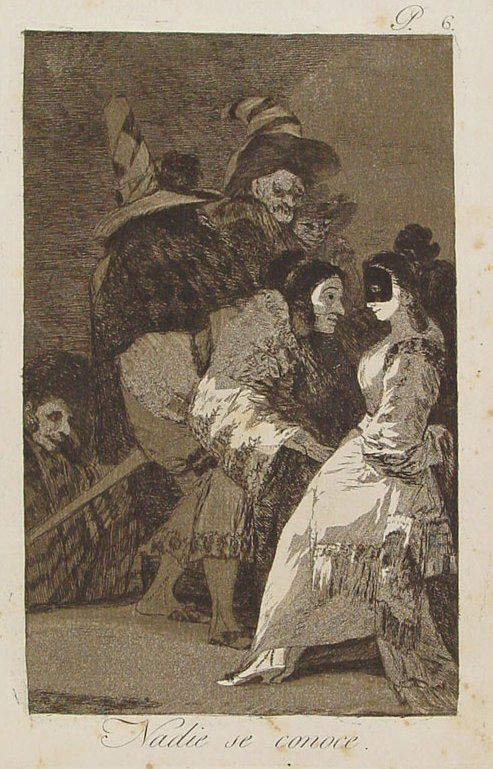
Nr 6: Nikt nie zna samego siebie
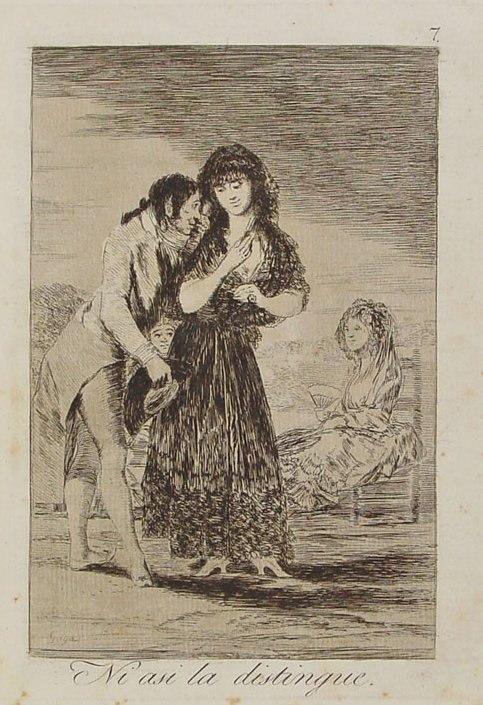
Nr 7: I tak jej nie pozna
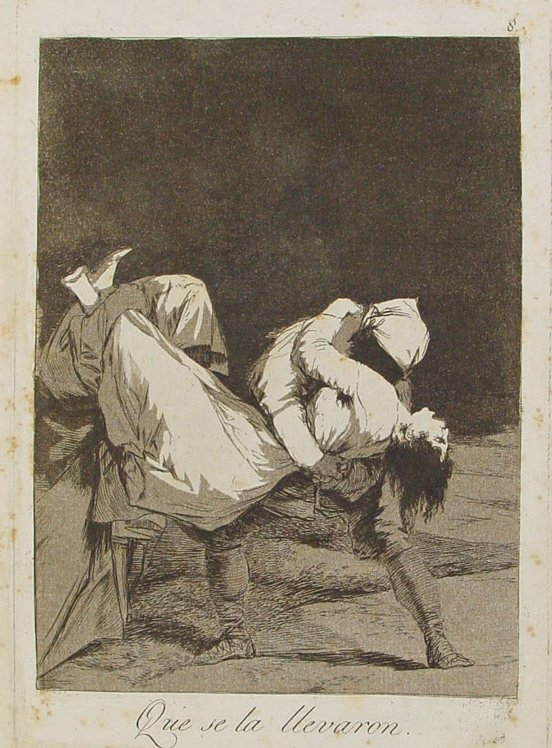
Nr 8: I porwali ją!
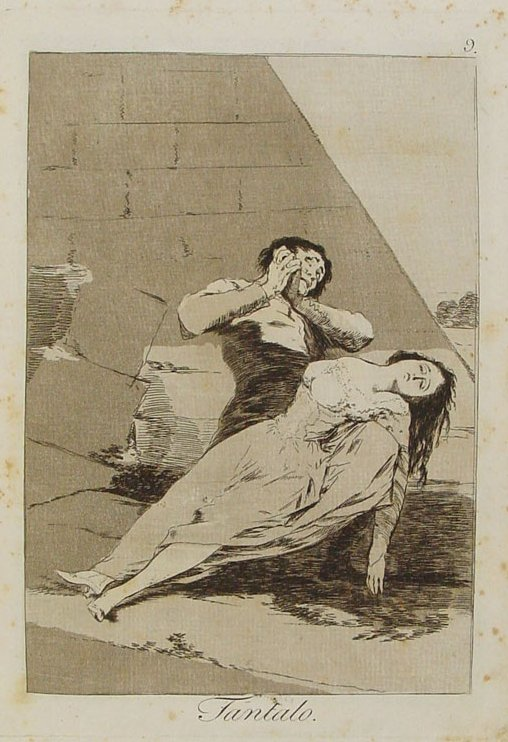
Nr 9: Tantal (ze zwłokami ukochanej)
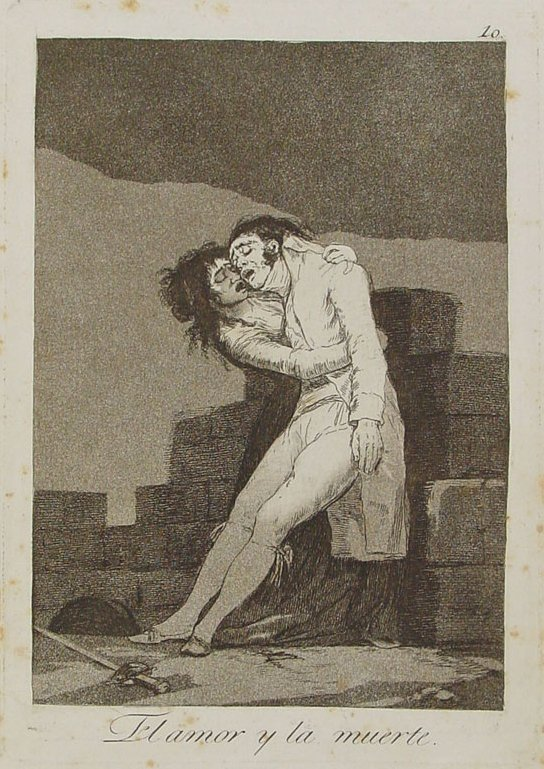
Nr 10: Miłość i śmierć
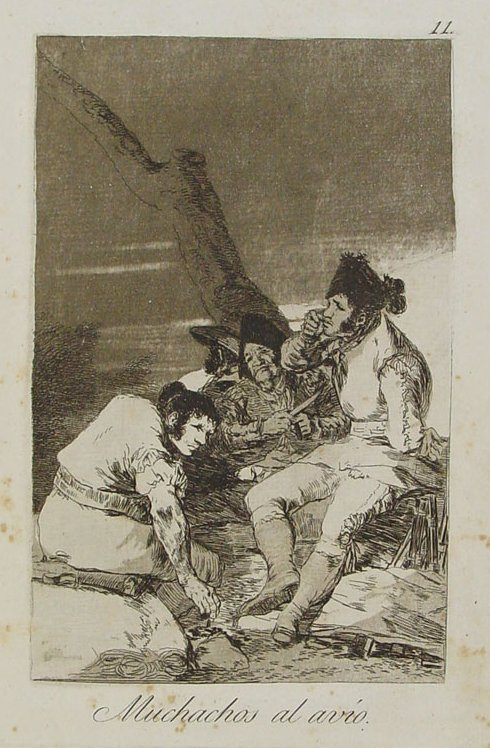
Nr 11: Chłopcy od mokrej roboty
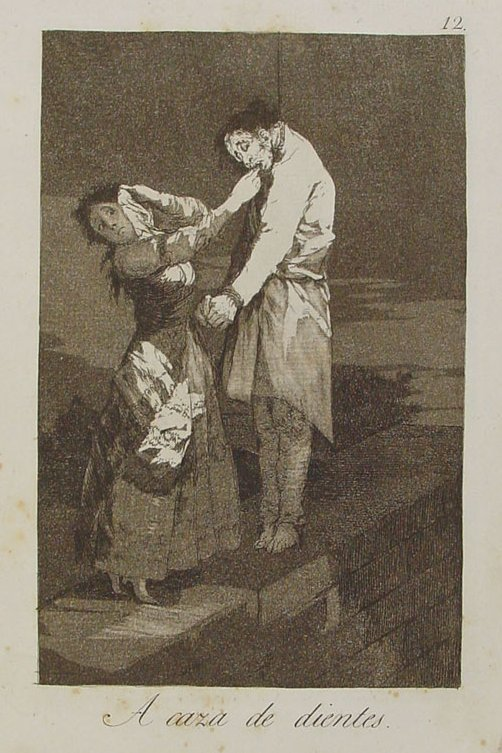
Nr 12: Polowanie na zęby
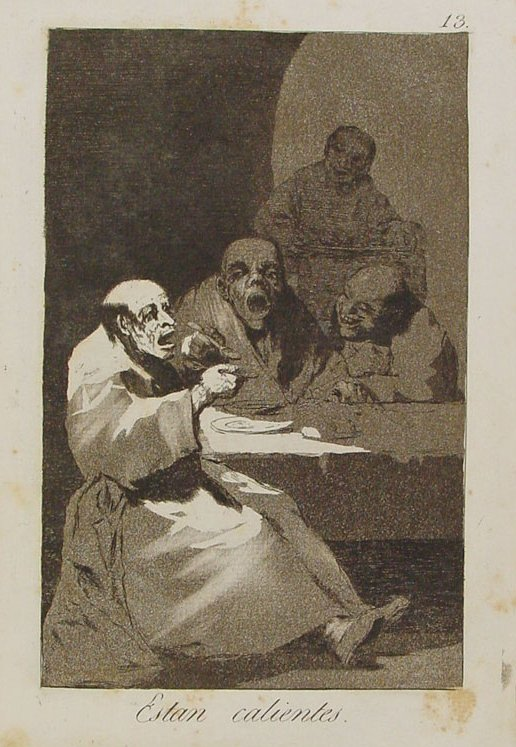
Nr 13: Za gorące dania
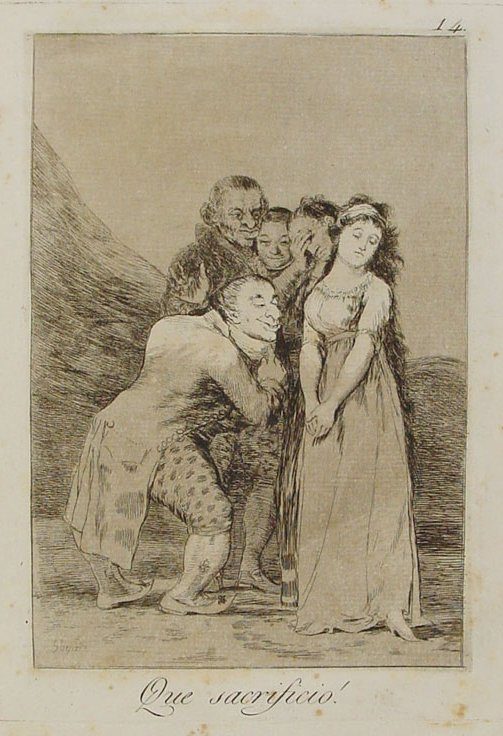
Nr 14: Co za poświęcenie!
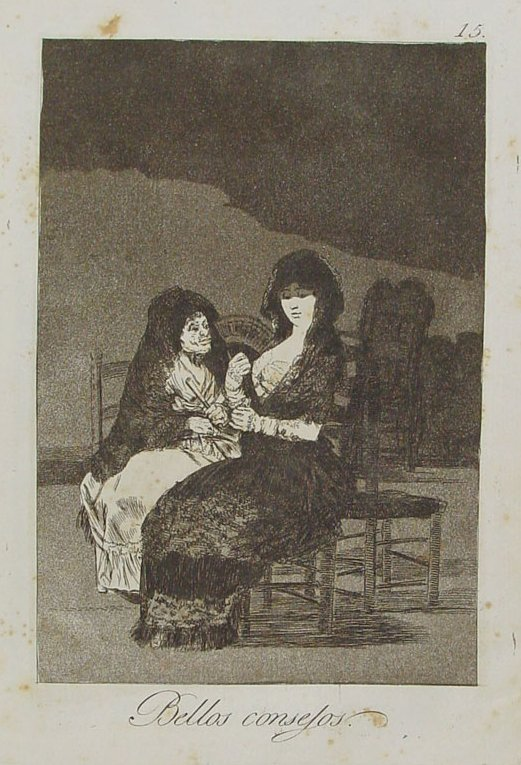
Nr 15: A to piękne rady
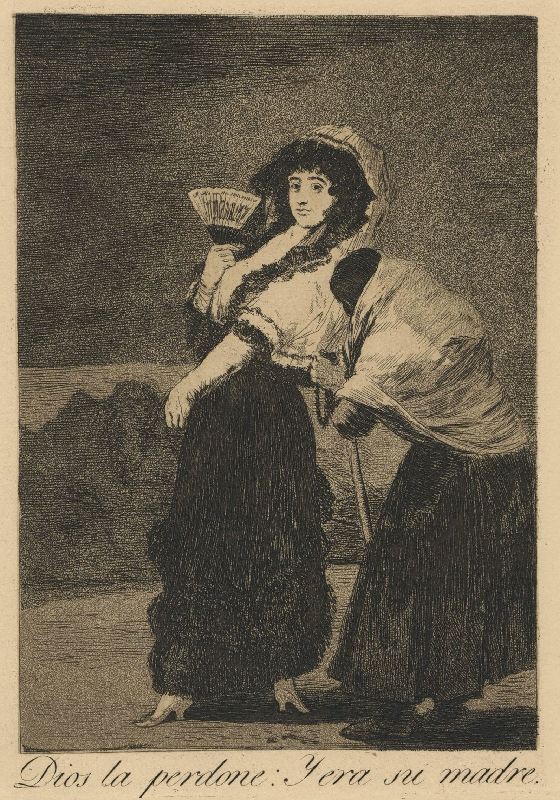
Nr 16: Na litość boską: to była jej matka
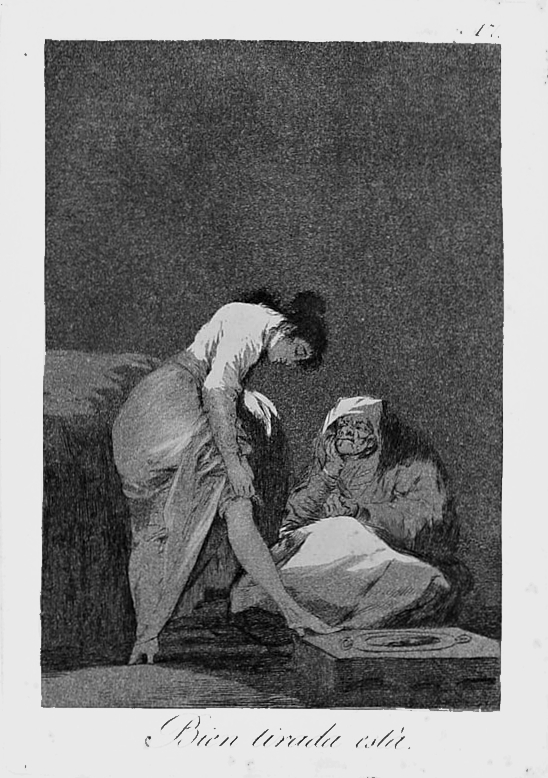
Nr 17: Już dobrze naciągnięta
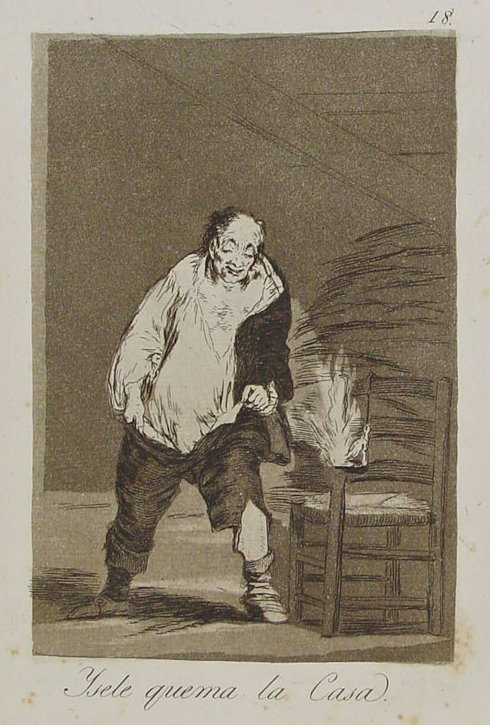
Nr 18: Dom mu się pali
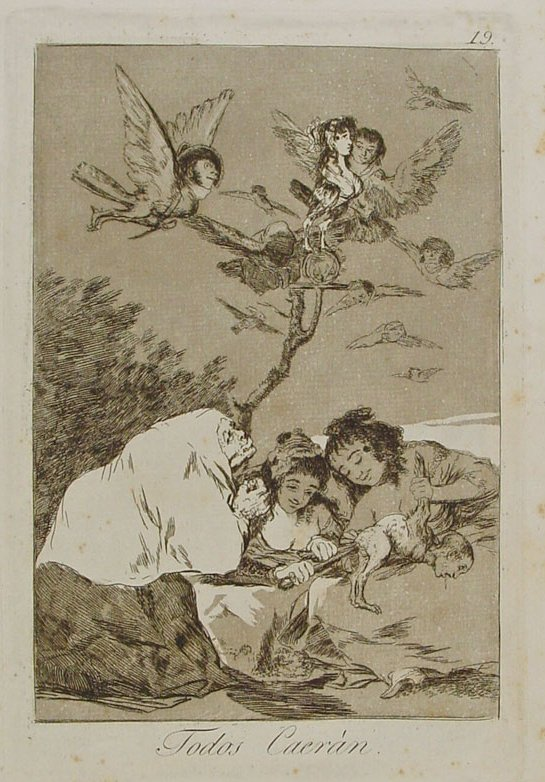
Nr 19: Wszyscy muszą upaść
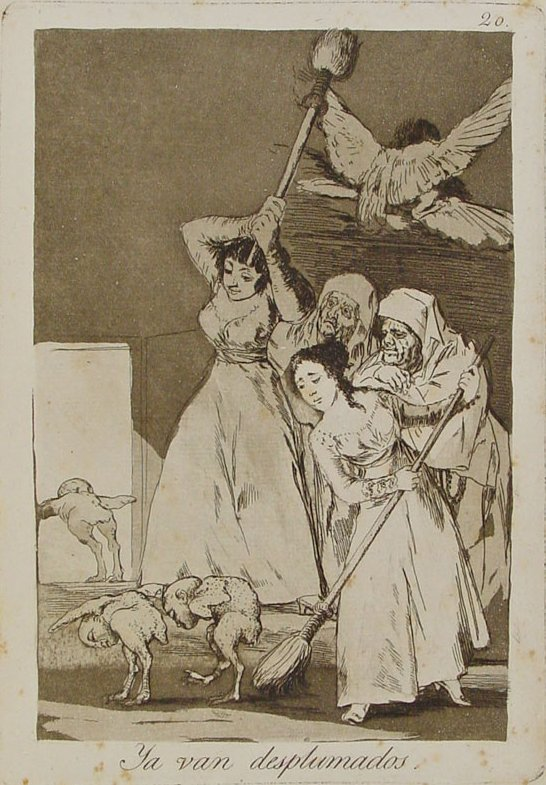
Nr 20: Już są oskubani
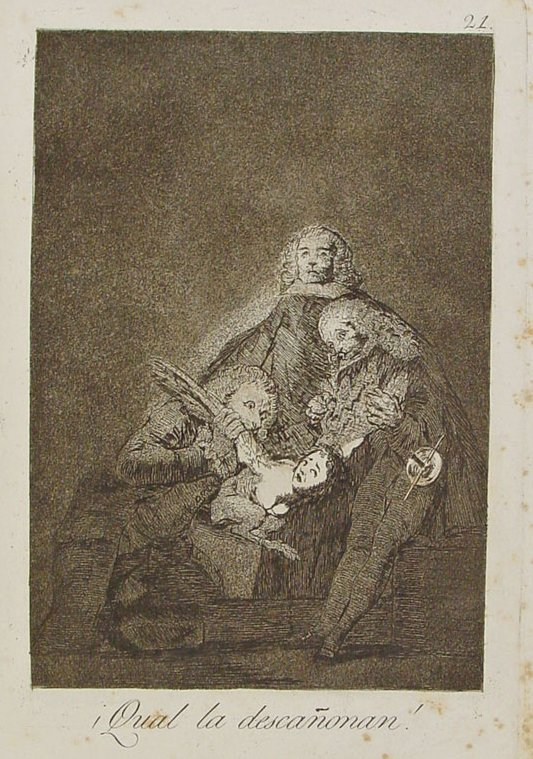
Nr 21: Jakże ją skubią!
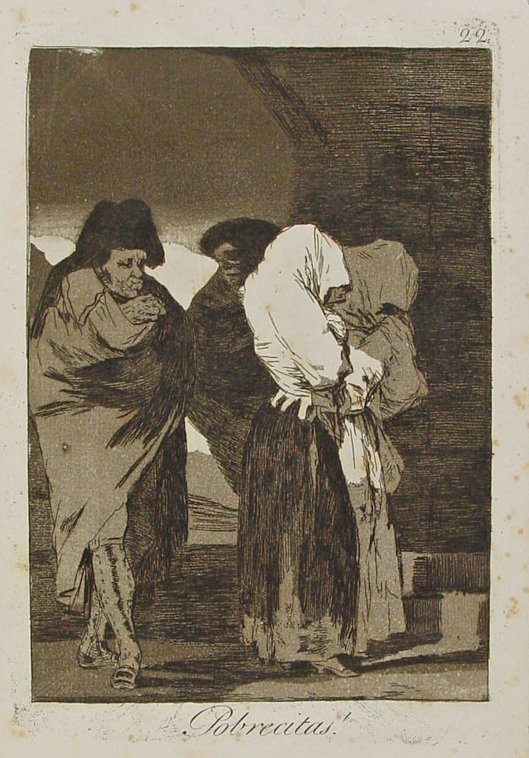
Nr 22: Biedule!
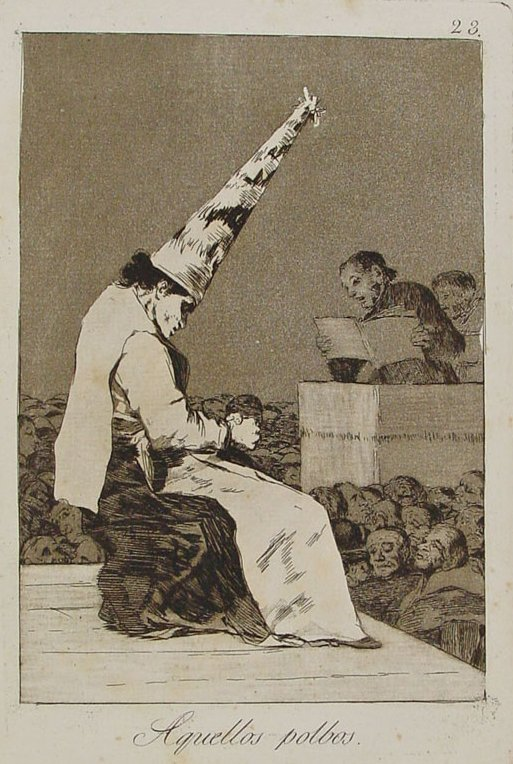
Nr 23: Te pyłki
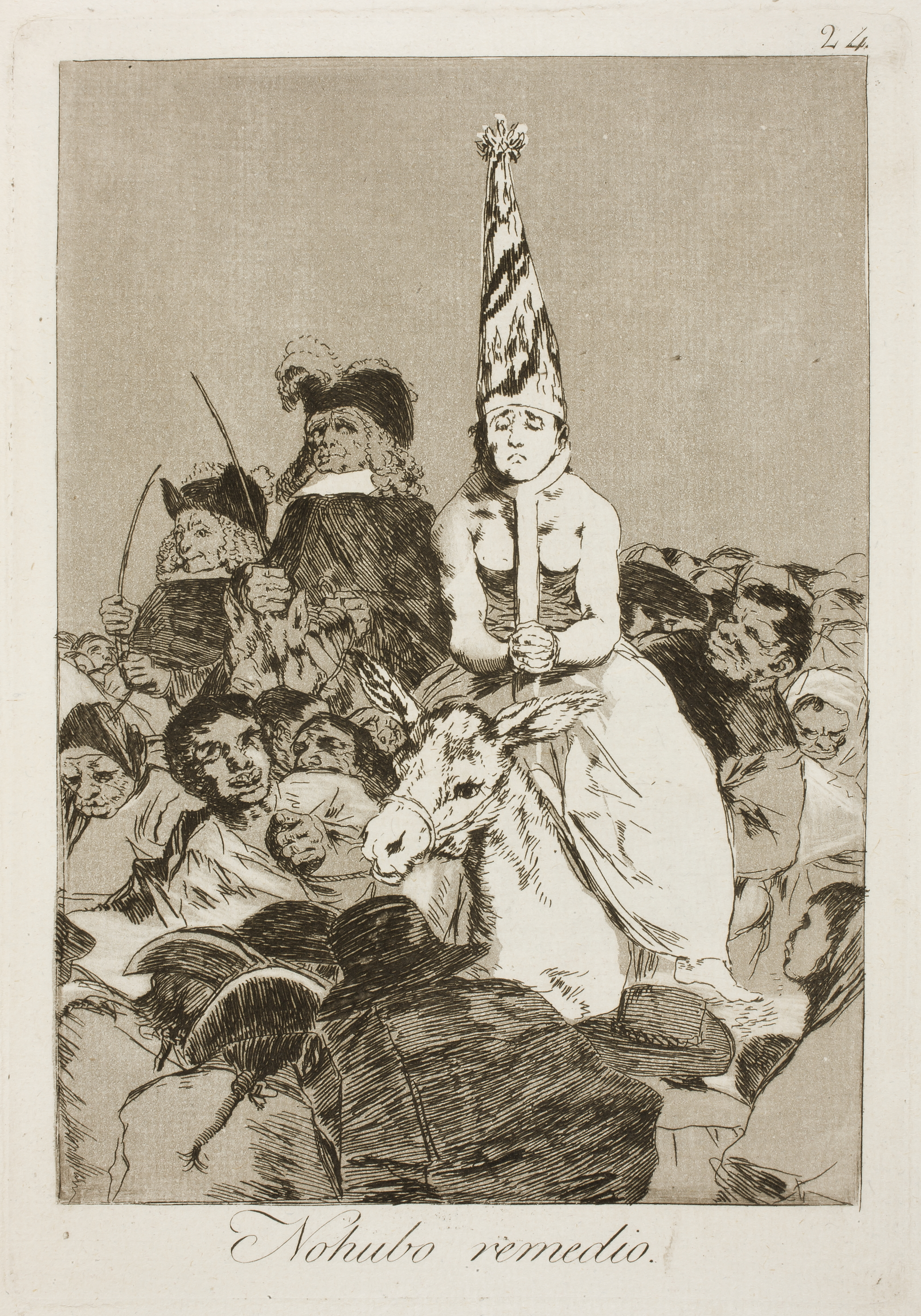
Nr 24: Nie było rady
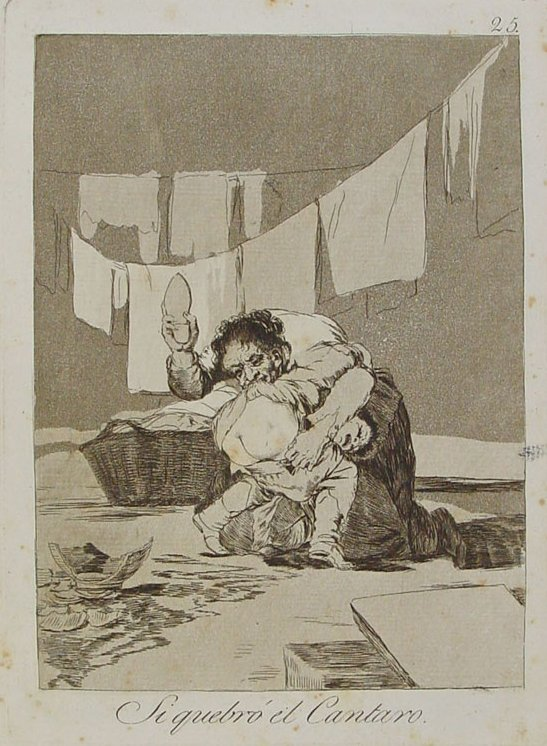
Nr 25: Po co zbił dzban
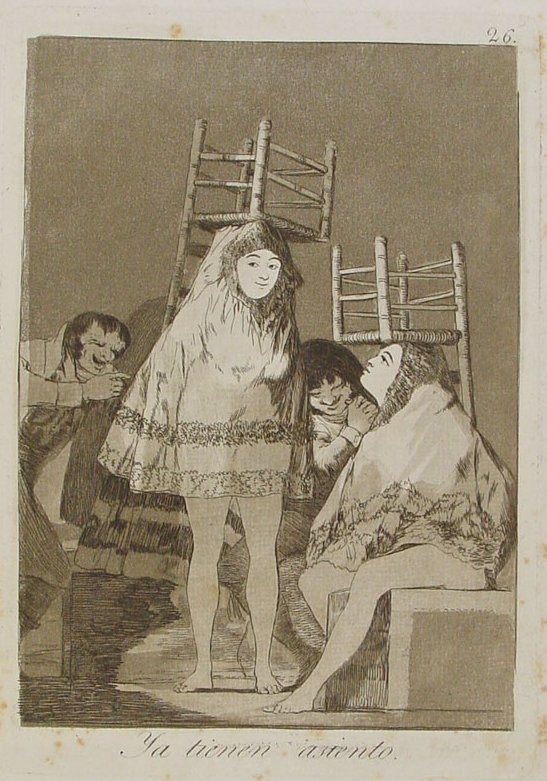
Nr 26: Nareszcie usiadły
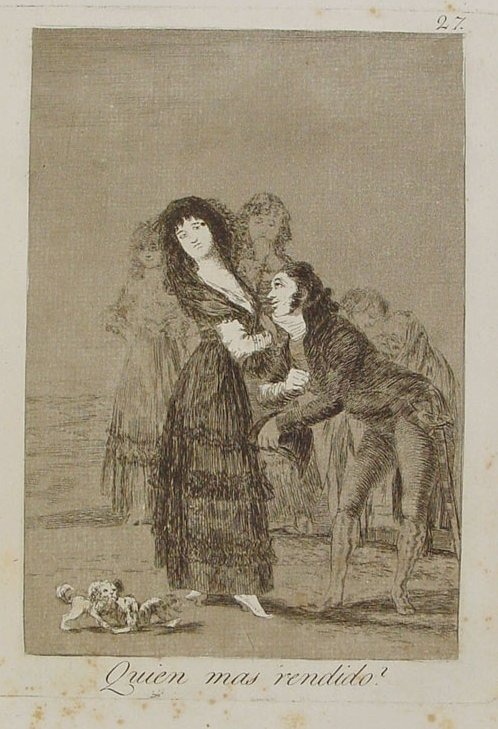
Nr 27: Kto z nich jest bardziej oddany?
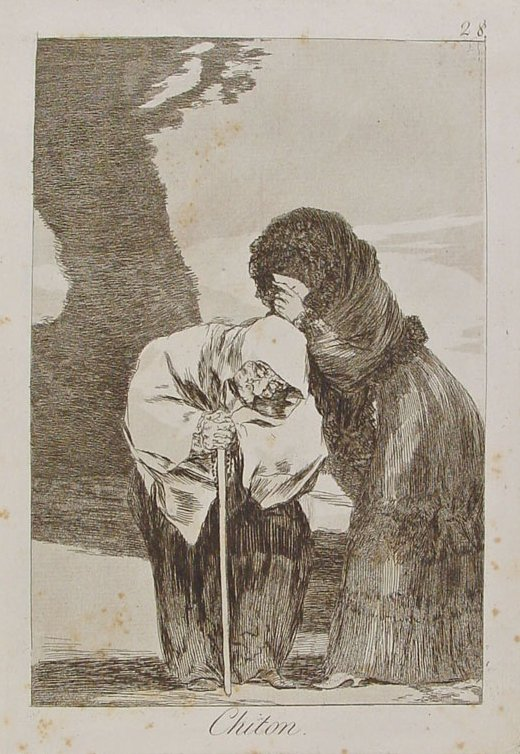
Nr 28: Cicho, cicho
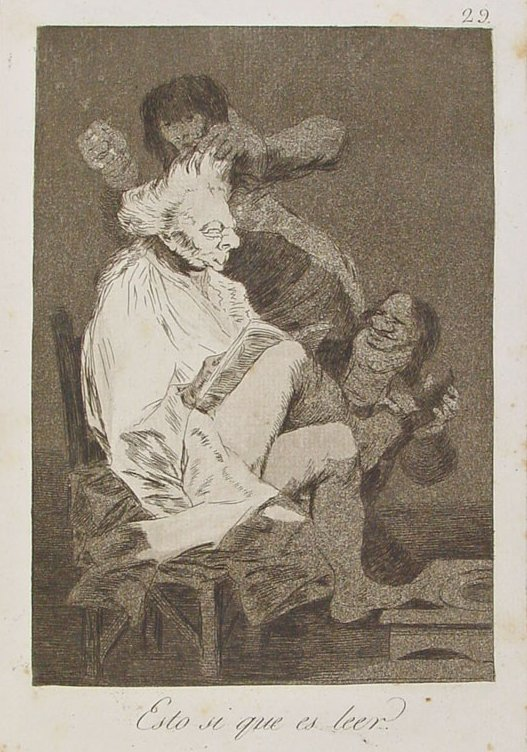
Nr 29: I jak tu czytać?
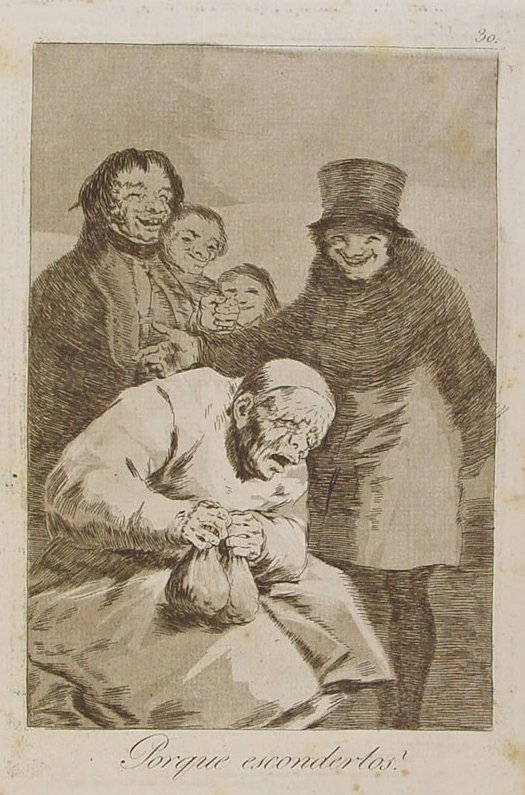
Nr 30: I po co je chować?
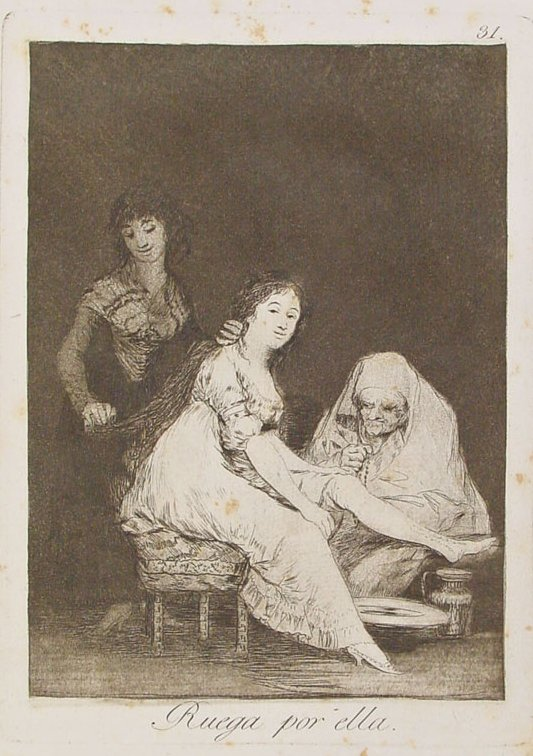
Nr 31: Módl się o nią
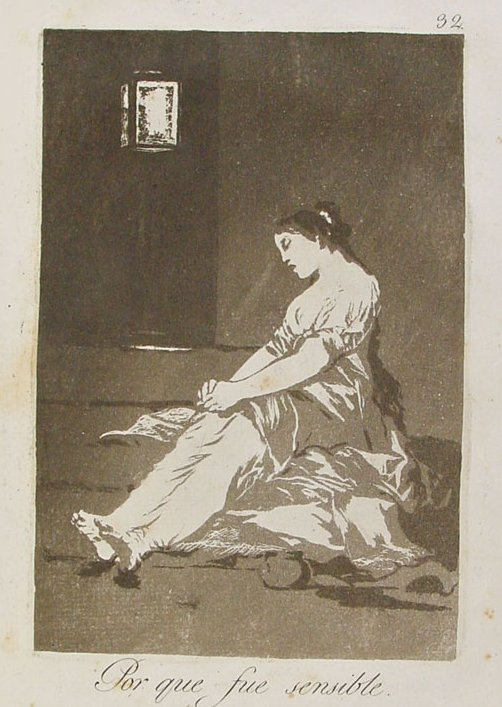
Nr 32: I na cóż jej była czułość
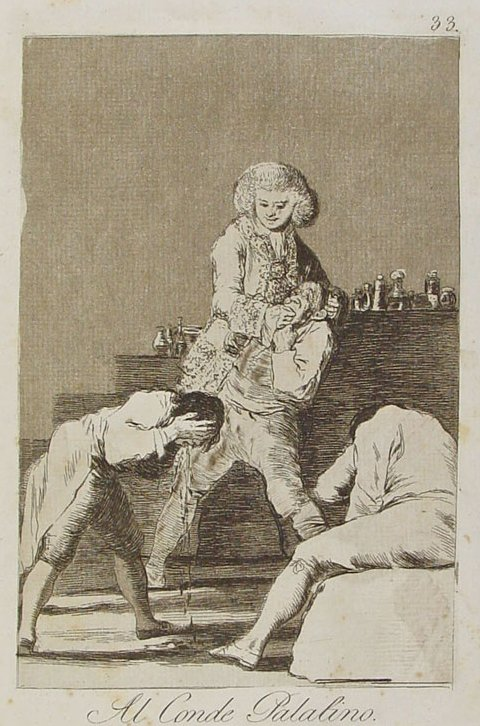
Nr 33: U cyrulika-szarlatana
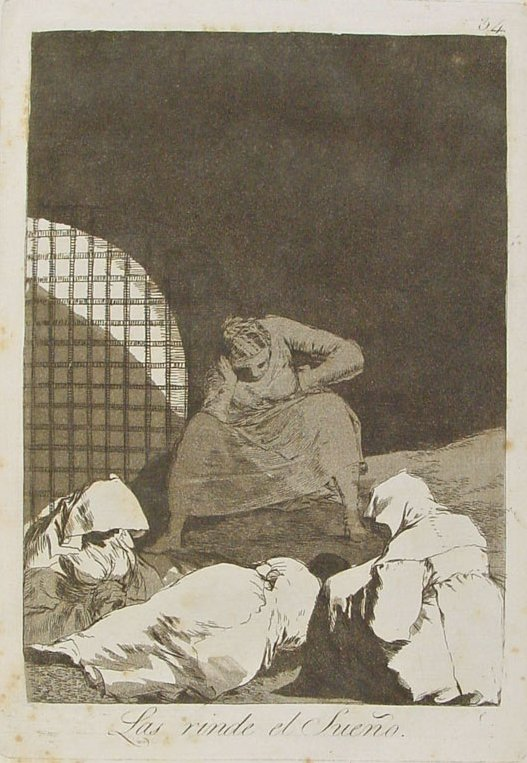
Nr 34: Zmorzył je sen
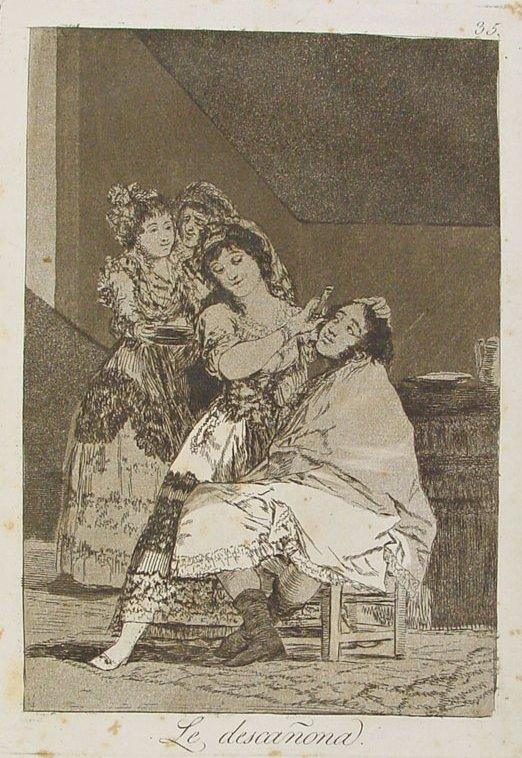
Nr 35: Łupi go ze skóry
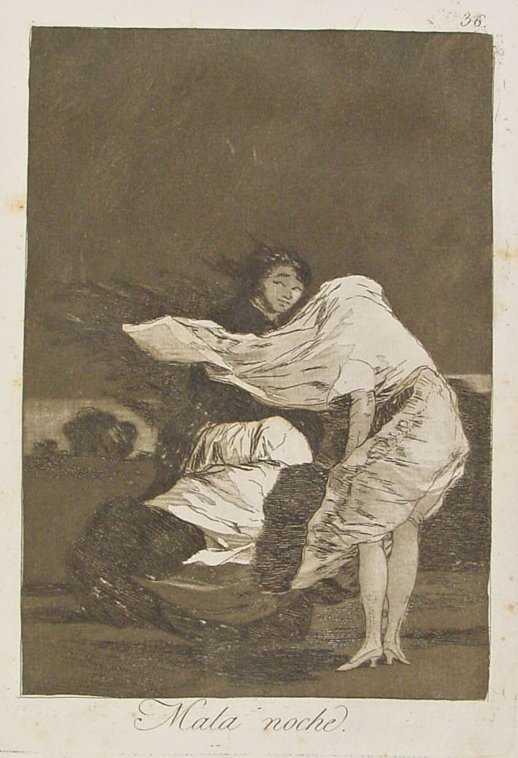
Nr 36: Zła noc
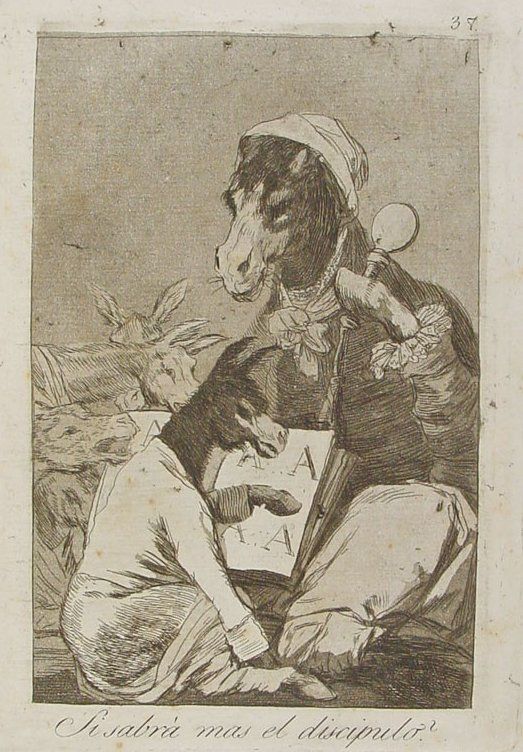
Nr 37: Czy też uczeń dowie się czegoś więcej?
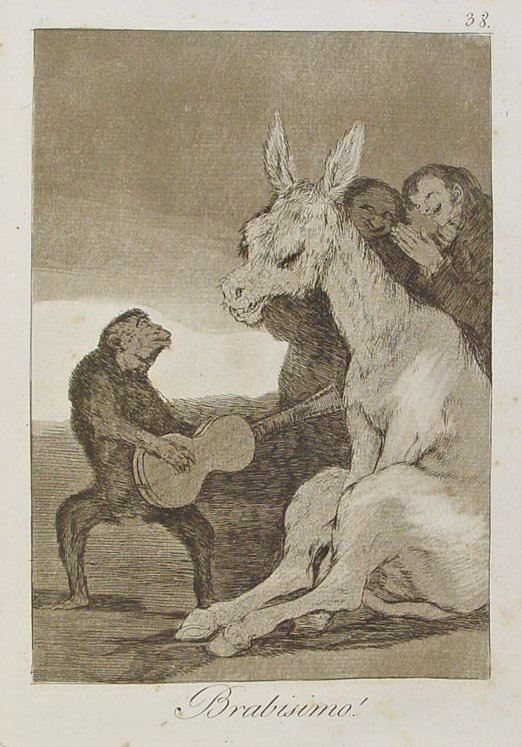
Nr 38: Brawo!
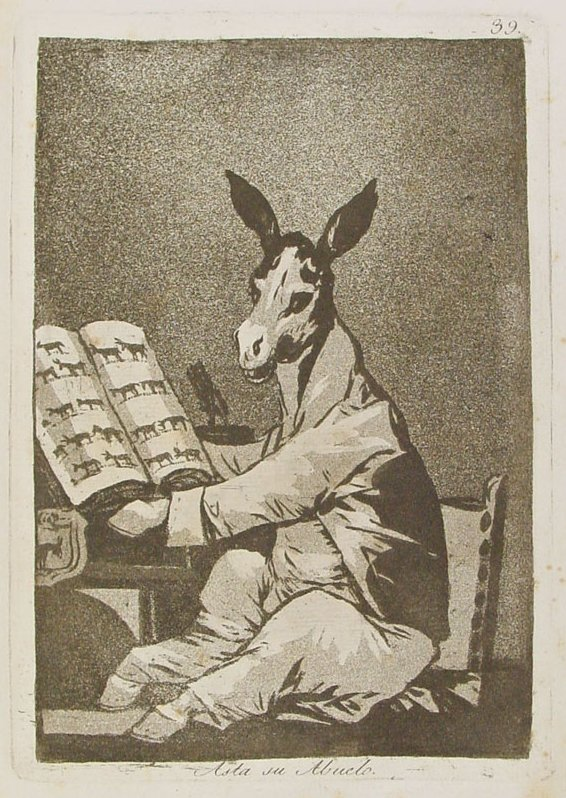
Nr 39: Osioł z dziada pradziada
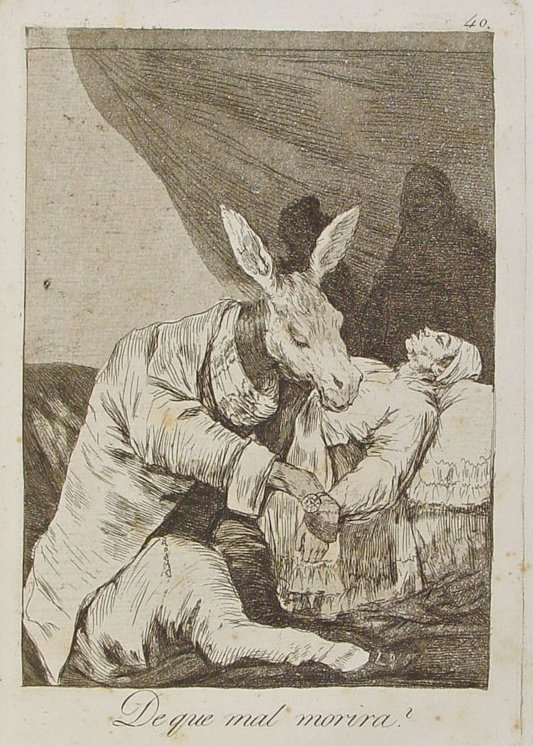
Nr 40: Żebym wiedział, na co umrze?
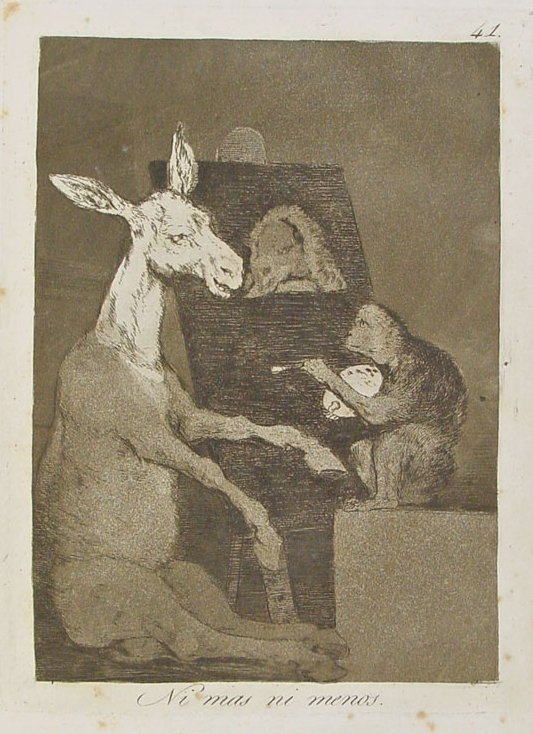
Nr 41: Ni mniej ni więcej
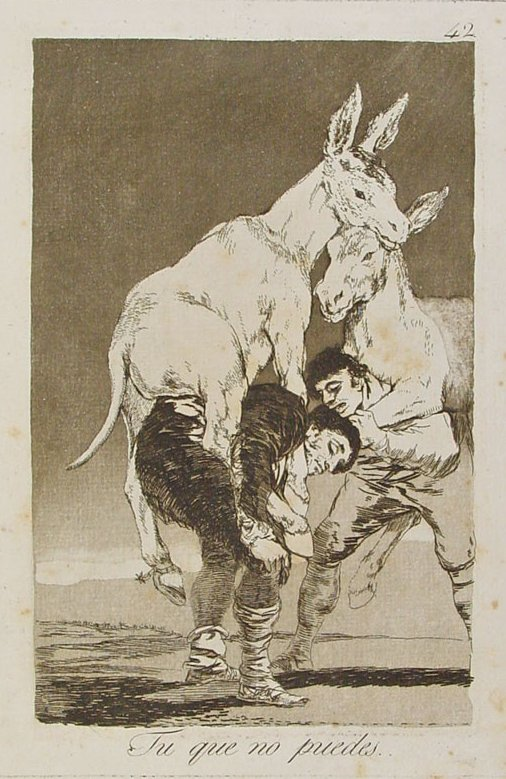
Nr 42: Ty, który nie możesz
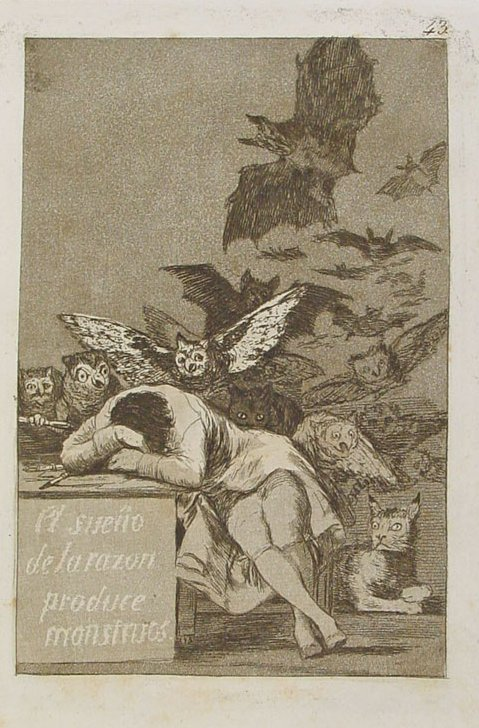
Nr 43: Gdy rozum śpi, budzą się demony
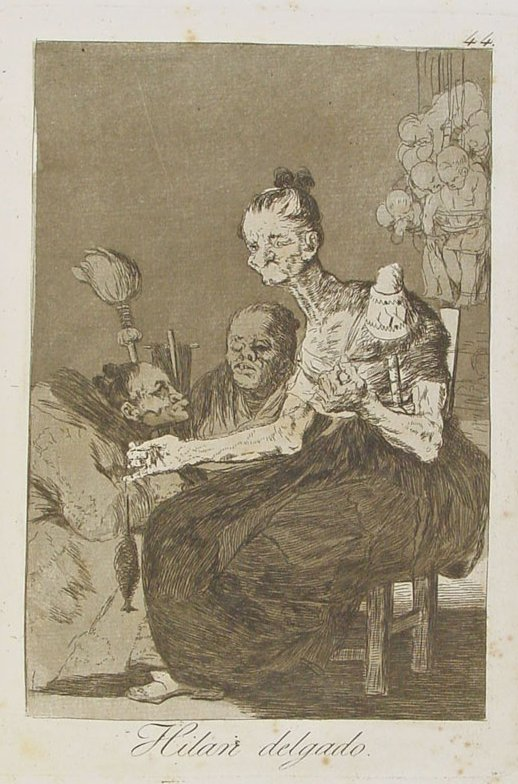
Nr 44: Cienko przędą
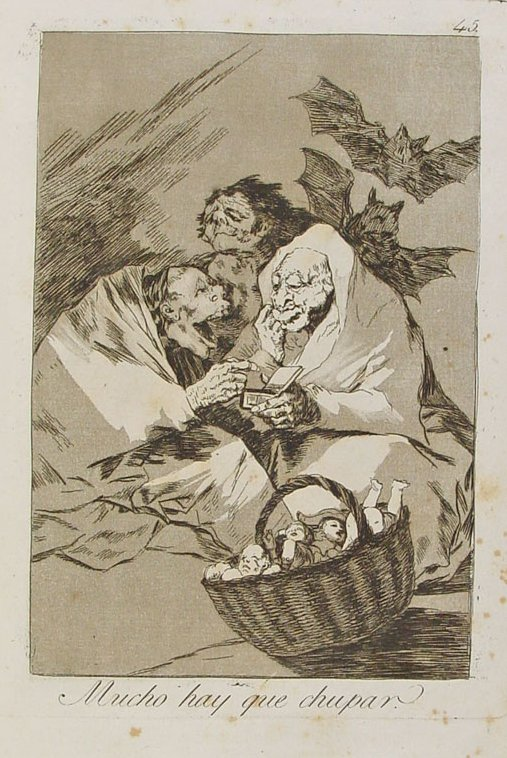
Nr 45: Teraz się uraczą
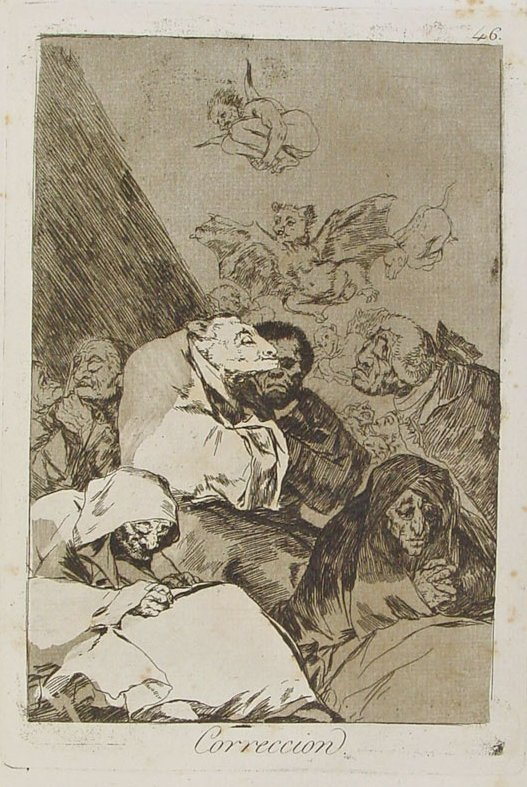
Nr 46: Pokuta
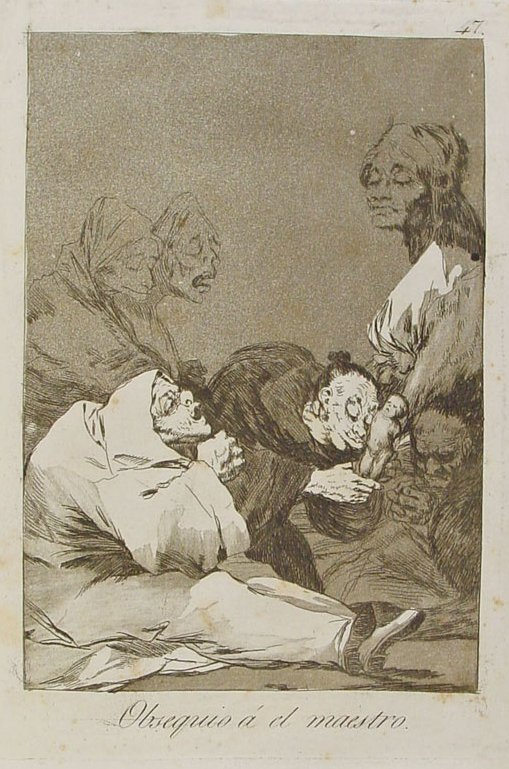
Nr 47: Ofiara mistrzowi
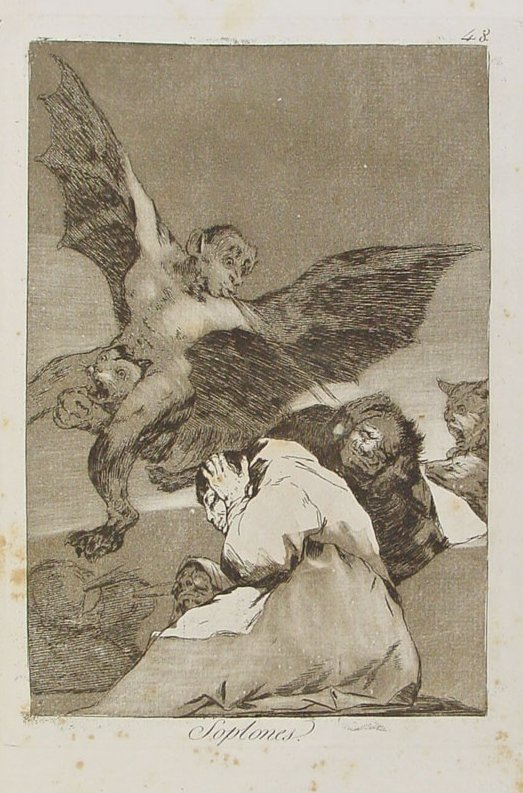
Nr 48: Chór szpiclów
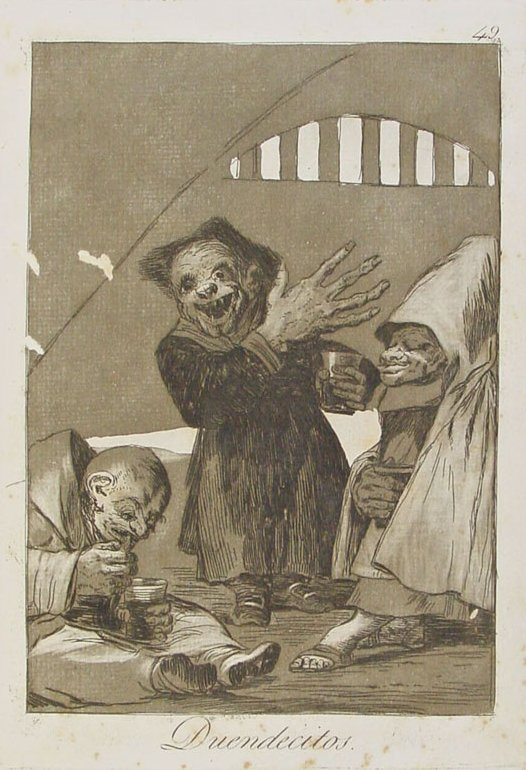
Nr 49: Chochliki
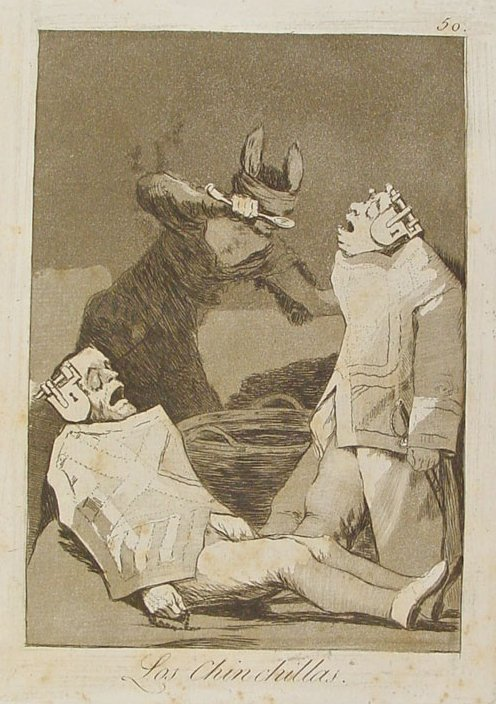
Nr 50: Szynszyle
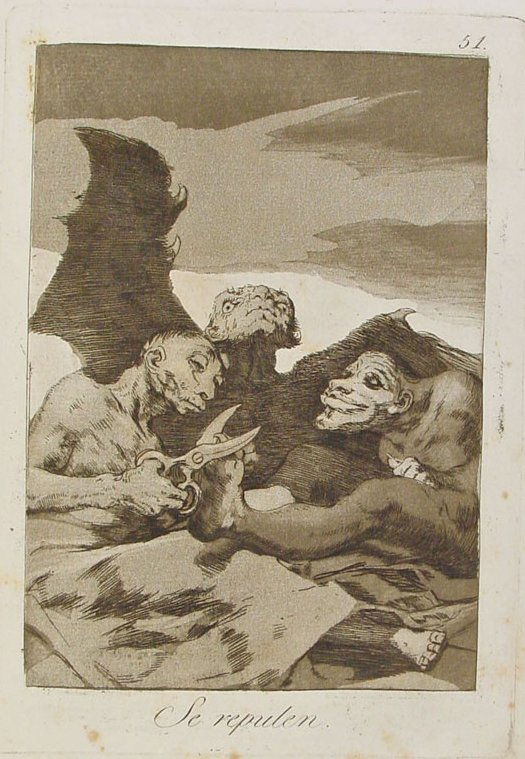
Nr 51: Muskają się
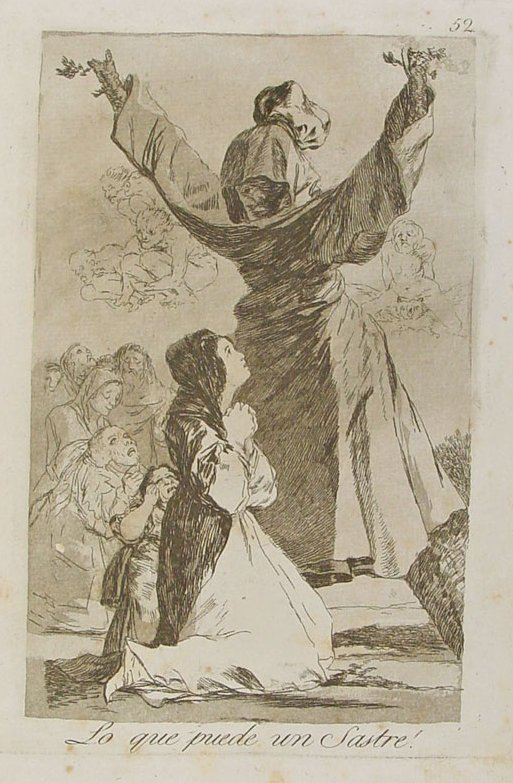
Nr 52: Co może zdziałać krawiec!
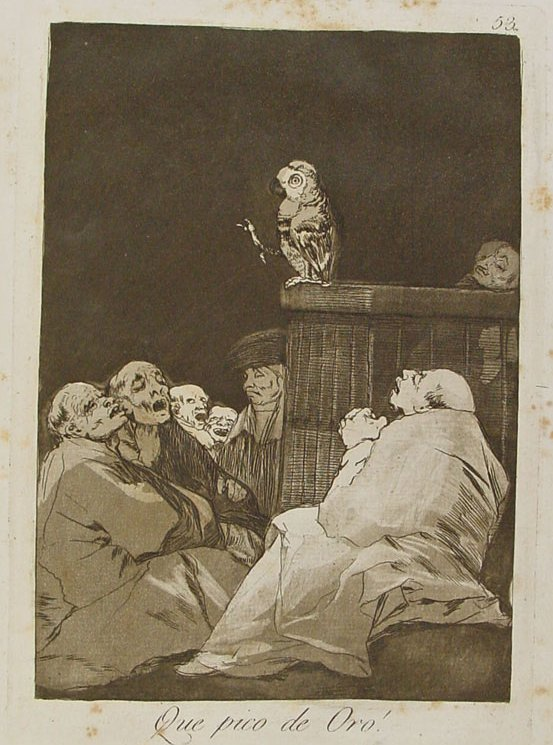
Nr 53: Złotousty!
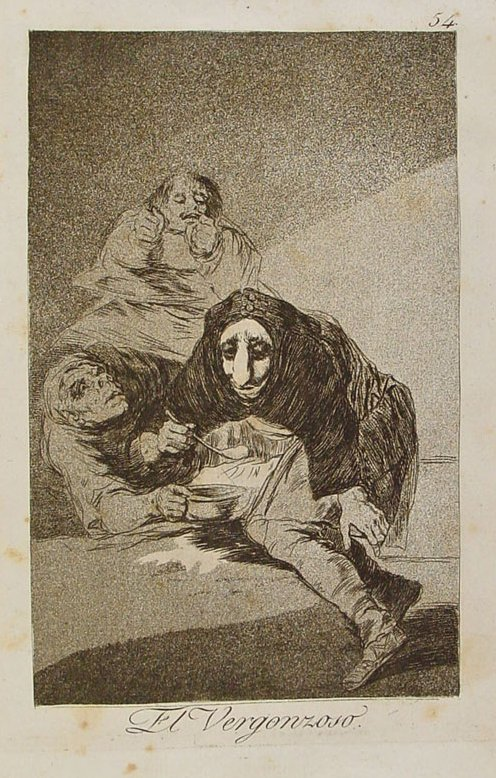
Nr 54: Bezczelny
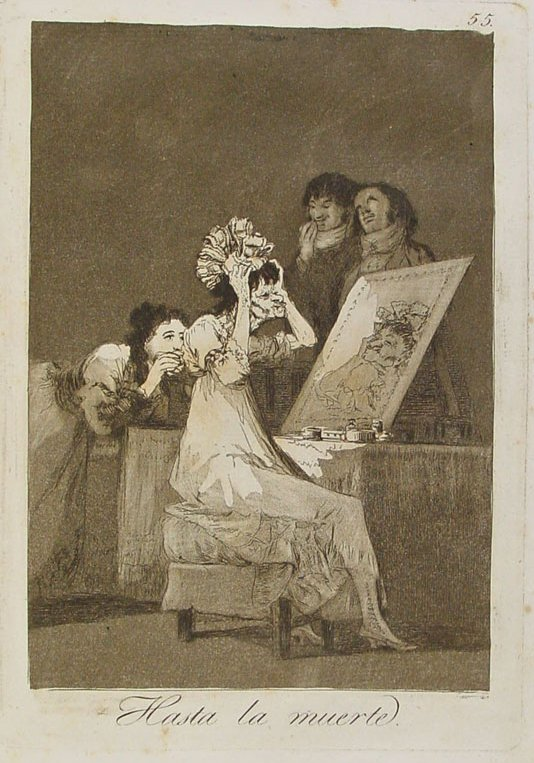
Nr 55: Aż do śmierci
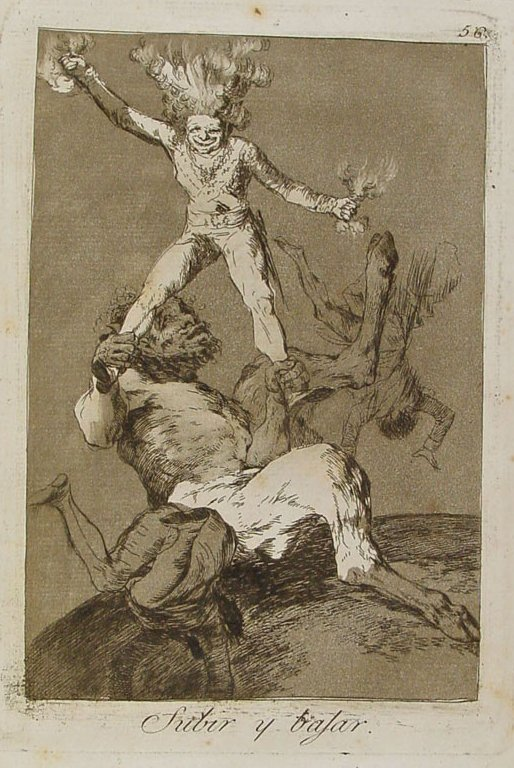
Nr 56: Wzloty i upadki
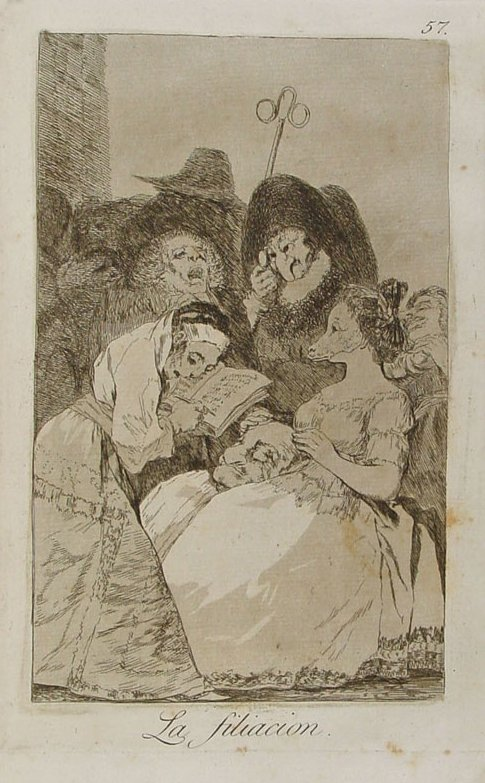
Nr 57: Rodowód
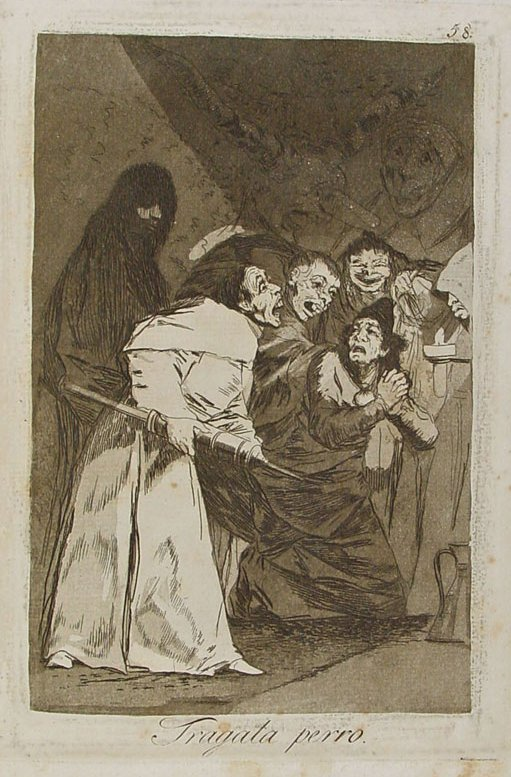
Nr 58: Połknij to, psie
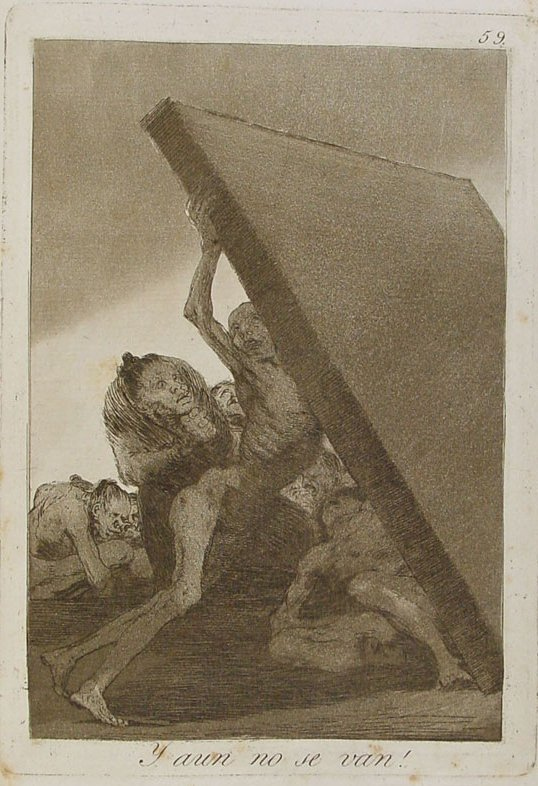
Nr 59: Dlaczego nie odchodzą!
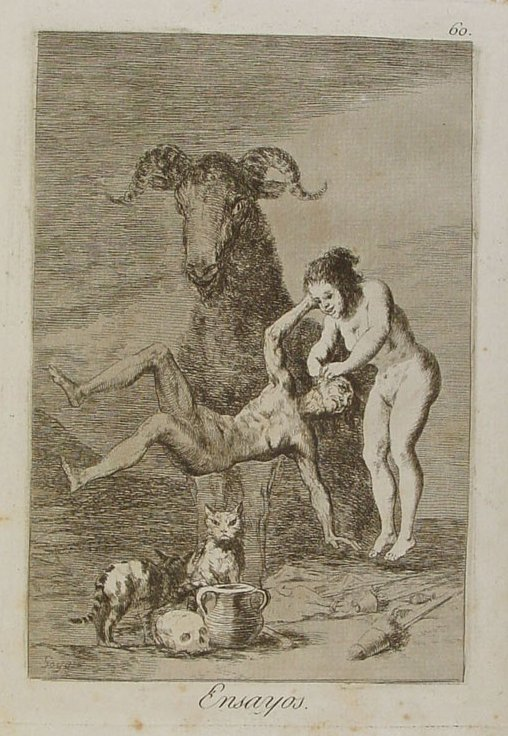
Nr 60: Próby
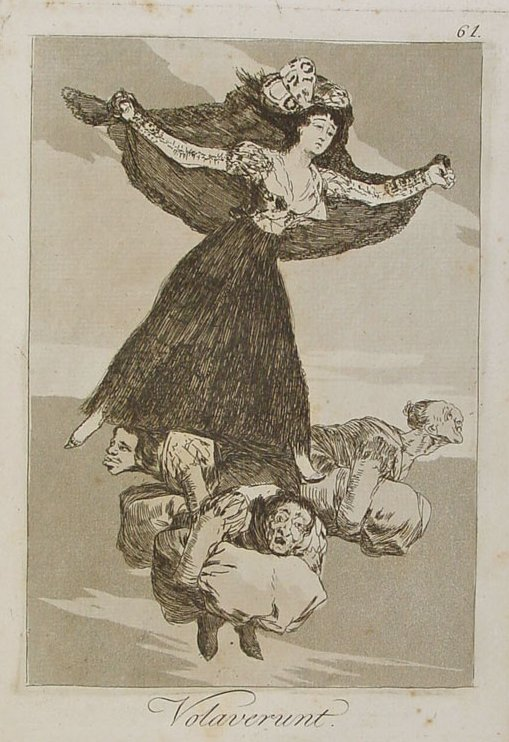
Nr 61: Uleciały
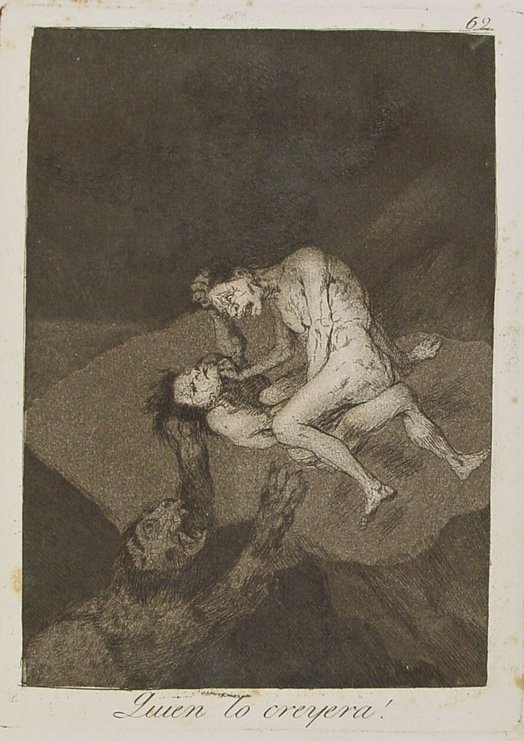
Nr 62: Któż by w to uwierzył!
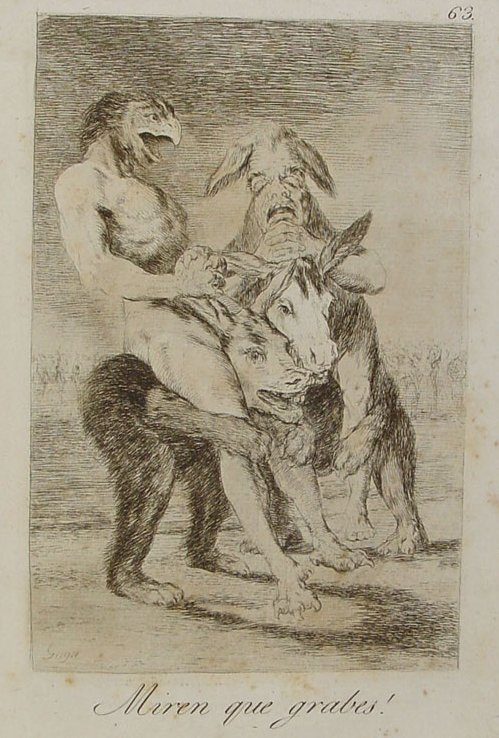
Nr 63: Niech wiedzą, jacyśmy dostojni!
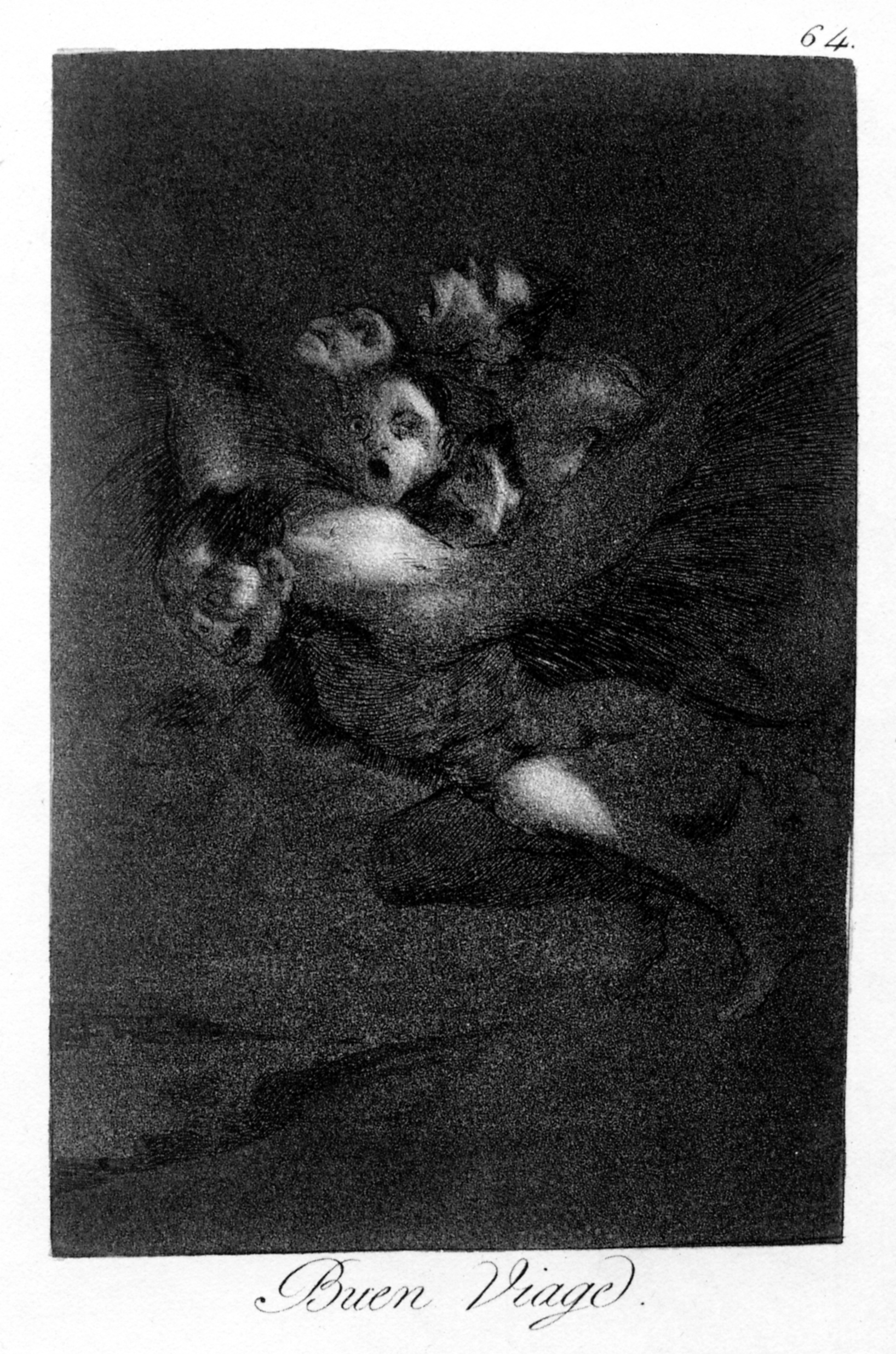
Nr 64: Szczęśliwej drogi
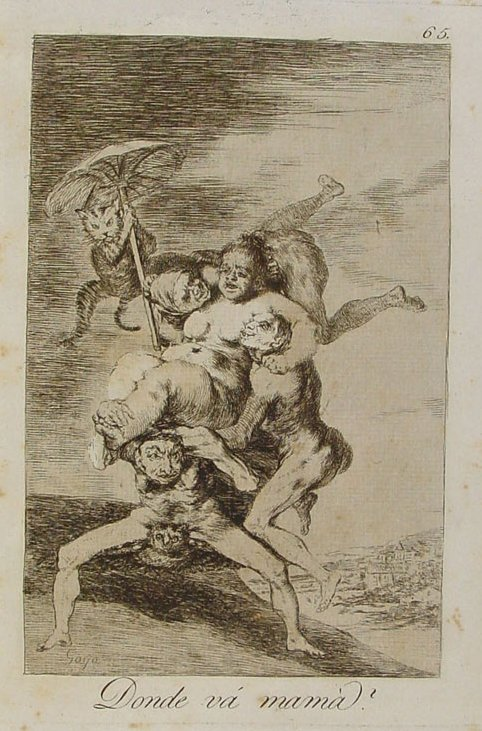
Nr 65: Dokąd diabli mamę niosą?
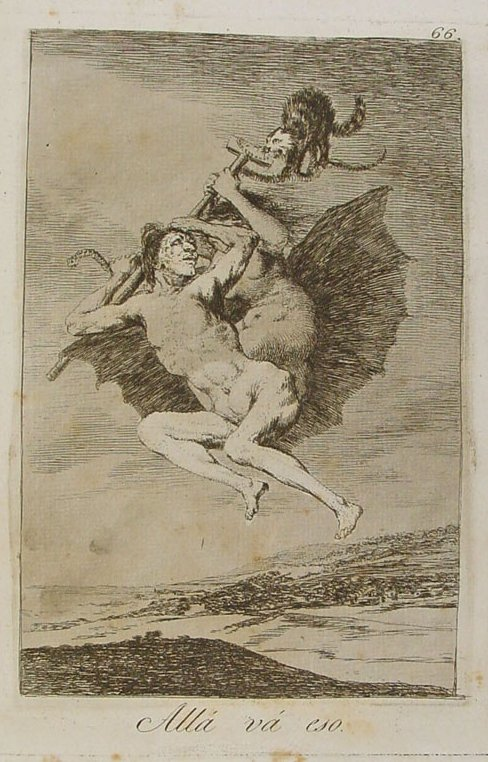
Nr 66: Swój niesie swego
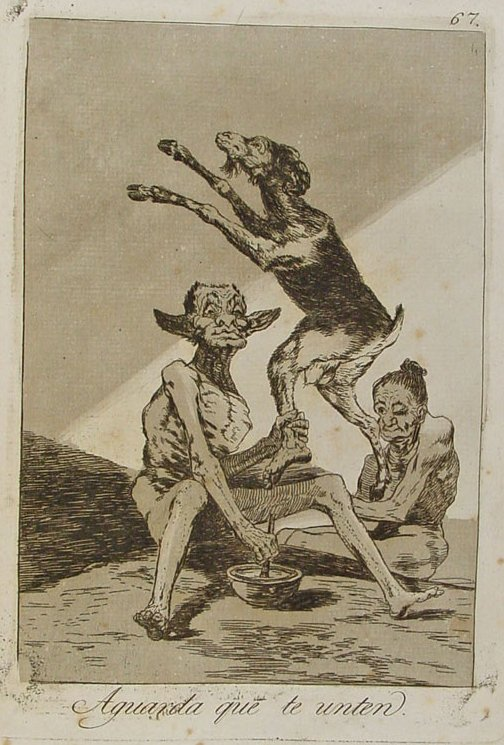
Nr 67: Zaczekaj, otrzymasz namaszczenie
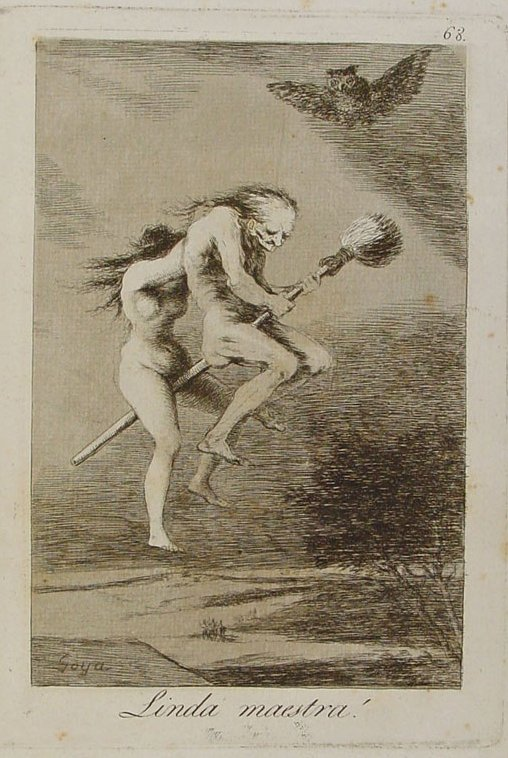
Nr 68: Piękna mistrzyni
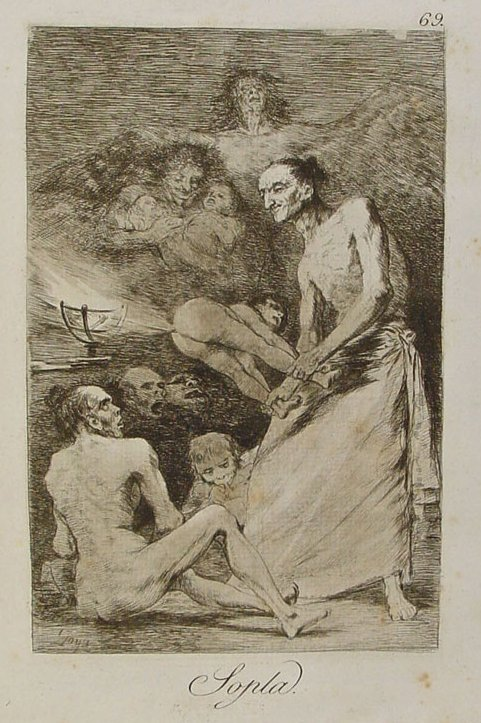
Nr 69: Tchnij
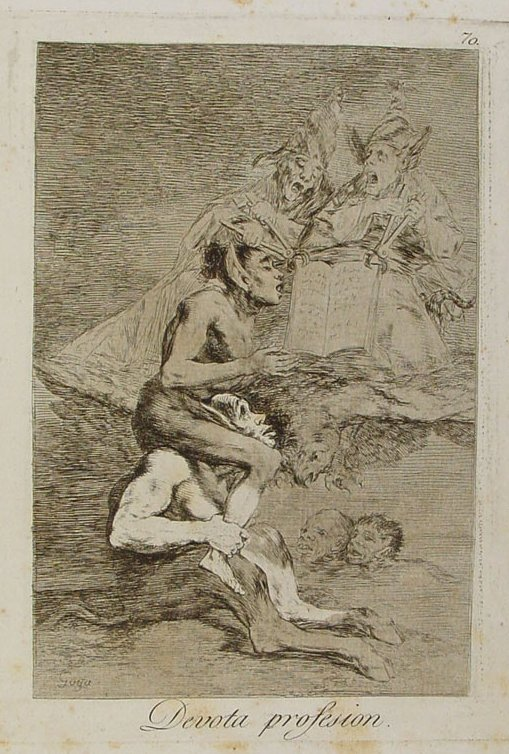
Nr 70: Zbożne rzemiosło
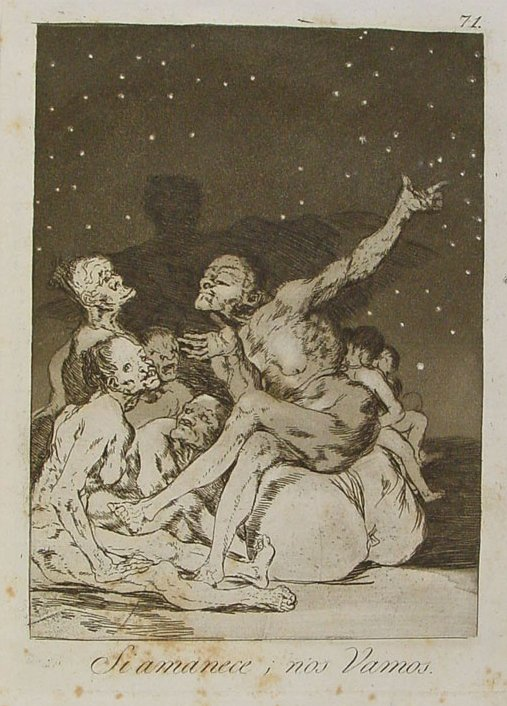
Nr 71: O świcie pójdziemy
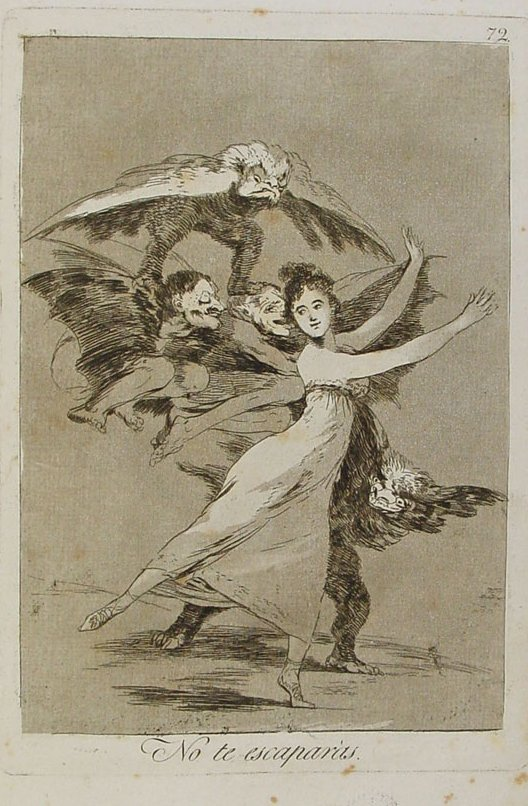
Nr 72: Nie umkniesz nam
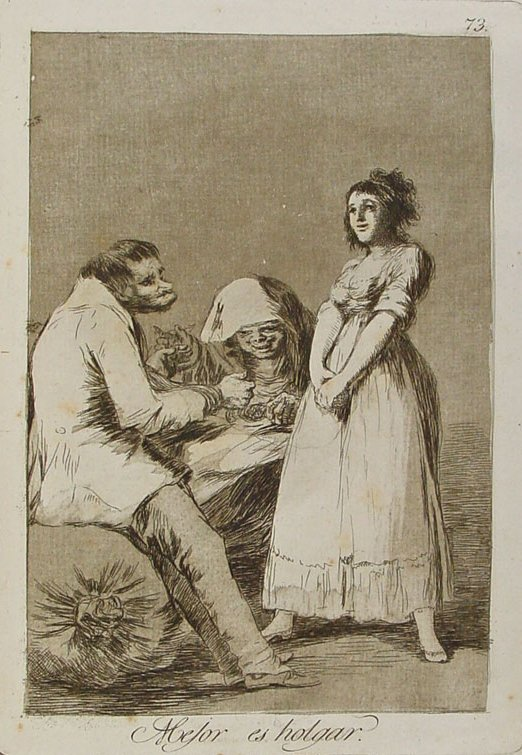
Nr 73: Lepiej próżnować
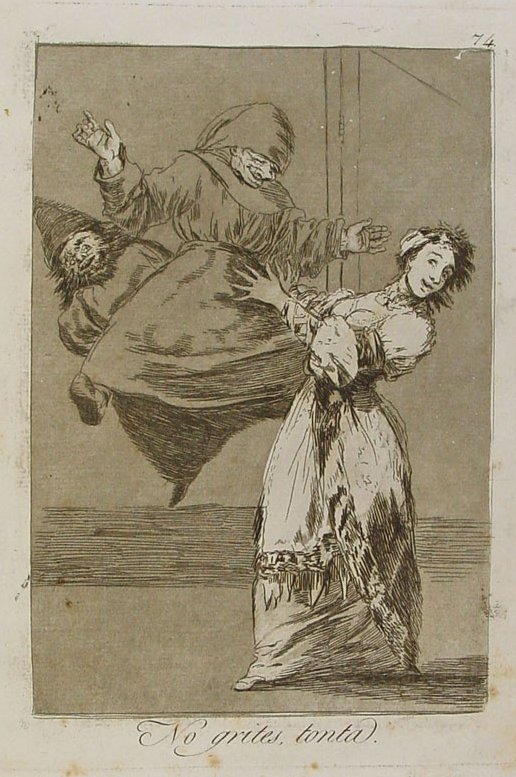
Nr 74: Nie krzycz, głupia
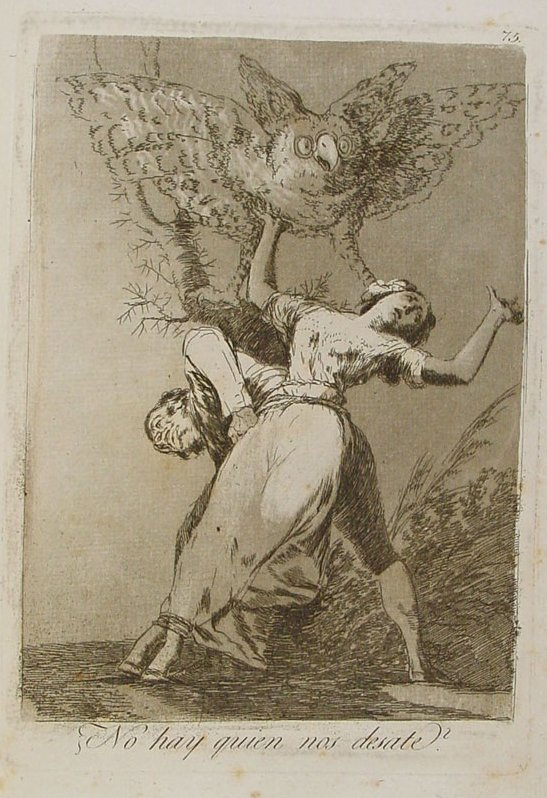
Nr 75: Czy nikt nas już nie rozłączy?
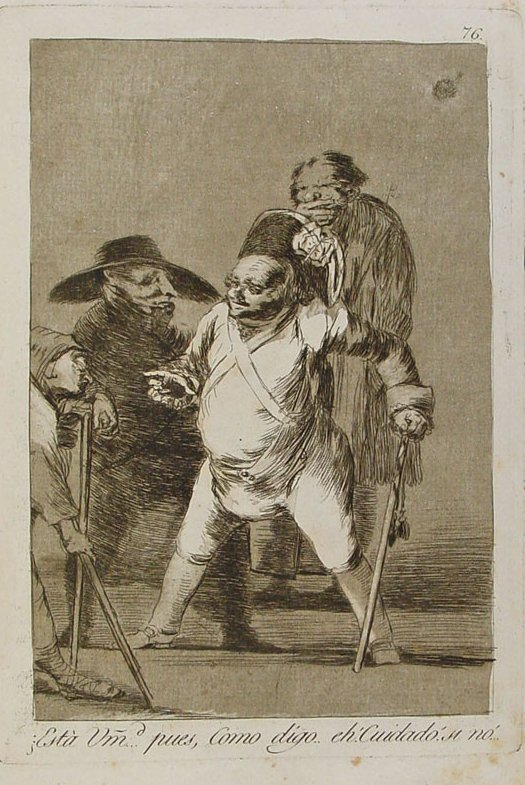
Nr 76: A więc jak Waszmość, jak mówię! Uważać, bo jak nie!...
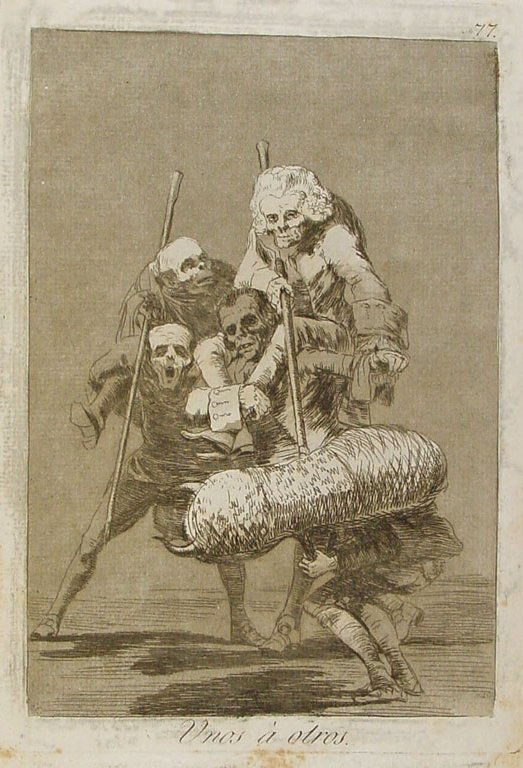
Nr 77: Jedni jeżdżą na drugich
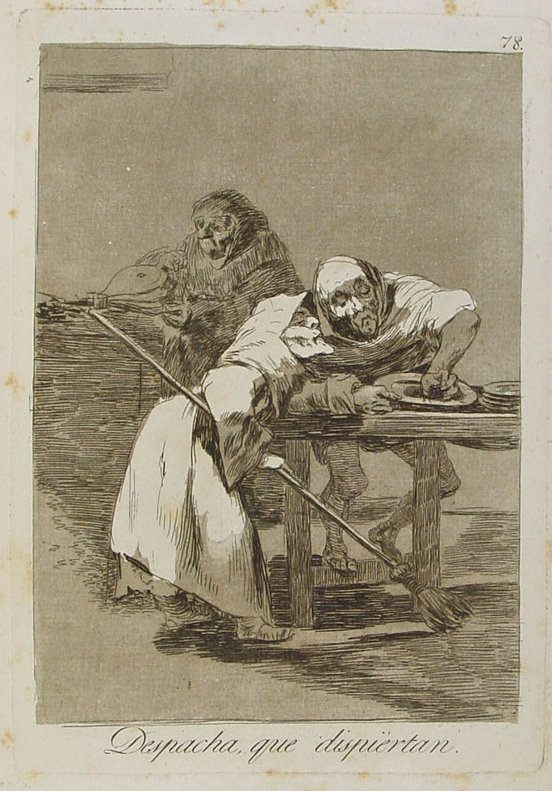
Nr 78: Uwaga, już się budzą
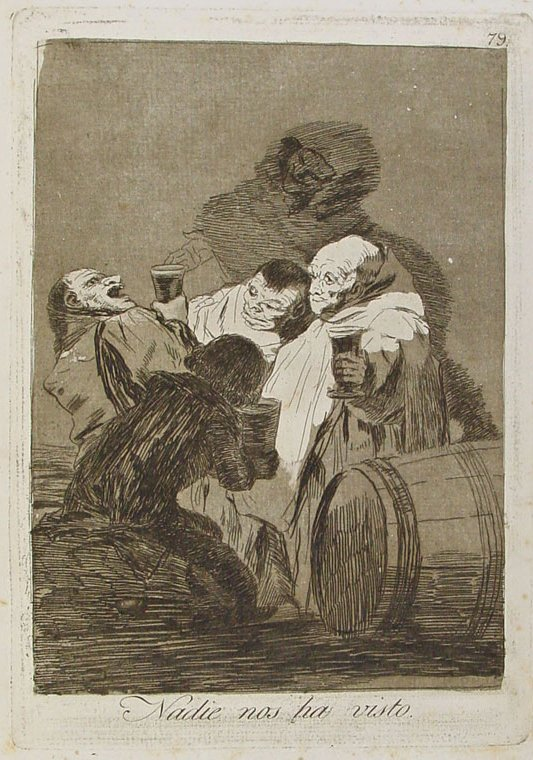
Nr 79: Nikt nas nie widział
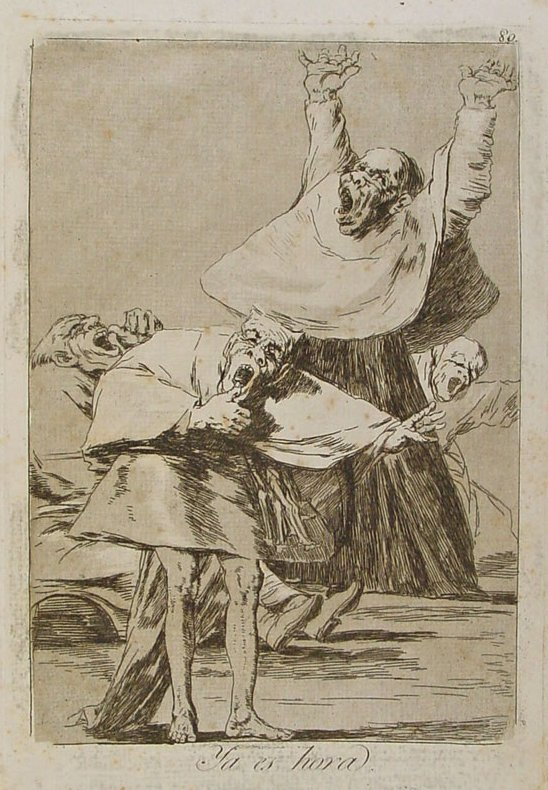
Nr 80: Już najwyższy czas